# Georges Braque
Pour les articles homonymes, voir Braque.
Georges Braque, né le 13 mai 1882 à Argenteuil (Seine-et-Oise, actuellement Val-d'Oise) et mort le 31 août 1963 à Paris, est un peintre, sculpteur et graveur français.
D'abord engagé dans le sillage des fauves, influencé par Henri Matisse, André Derain et Othon Friesz, il aboutit, à l'été 1907 aux paysages de l'Estaque avec des maisons en forme de cubes que Matisse qualifie de « cubistes », particulièrement typées dans le tableau Maisons à l'Estaque.
C'est en étudiant méthodiquement, dès 1906, les lignes de contour de Paul Cézanne, que Braque a abouti progressivement à des compositions qui utilisent de légères interruptions dans les lignes, comme dans Nature morte aux pichets. Puis avec une série de nus comme le Nu debout, et Le Grand Nu, il s'oriente, après 1908, vers une rupture avec la vision classique, l'éclatement des volumes, une période communément appelée cubiste, qui dure de 1911 jusqu'en 1914. Il utilise alors des formes géométriques principalement pour des natures mortes, introduit les lettres au pochoir dans ses tableaux, invente des papiers collés. En véritable « penseur » du cubisme, il élabore des lois de la perspective et de la couleur. Il invente aussi les sculptures en papier en 1912, toutes disparues, dont il ne subsiste qu'une photographie d'un contre-relief.
Mobilisé pour la Grande Guerre où il est grièvement blessé, le peintre abandonne les formes géométriques pour des natures mortes où les objets sont dans des plans recomposés. Pendant la période suivante qui va jusqu'aux années 1930, il produit des paysages, des figures humaines et, malgré la diversité des sujets, son œuvre est « d'une remarquable cohérence. Braque à la fois précurseur et dépositaire de la tradition classique est le peintre français par excellence ». Le Cahier de Georges Braque, 1917-1947, publié en 1948, résume sa position.
La Seconde Guerre mondiale lui a inspiré ses œuvres les plus graves : Le Chaudron et La Table de cuisine. La paix revenue et la fin de sa maladie lui ont inspiré les œuvres plus approfondies, tels les Ateliers, qu'il élabore souvent pendant plusieurs années, poursuivant six ébauches à la fois ainsi qu'en témoigne Jean Paulhan. Ses tableaux les plus connus sont aussi les plus poétiques : la série des Oiseaux, dont deux exemplaires ornent le plafond de la salle Henri-II du musée du Louvre, depuis 1953. Il a aussi créé des sculptures, des vitraux, des dessins de bijoux, mais à partir de 1959, atteint d'un cancer, il ralentit son rythme de travail. Son dernier grand tableau est La Sarcleuse.
Deux ans avant sa mort, en 1961, une rétrospective de ses œuvres intitulée L'Atelier de Braque a lieu au musée du Louvre, Braque devient ainsi le premier peintre à être exposé dans ce lieu de son vivant.
Homme discret, peu porté sur les relations publiques, Braque était un intellectuel féru de musique et de poésie, ami notamment d'Erik Satie, de René Char, d'Alberto Giacometti. Il s'est éteint le 31 août 1963 à Paris. Des obsèques nationales ont été organisées en son honneur, au cours desquelles André Malraux a prononcé un discours.

## Biographie

### Premières années

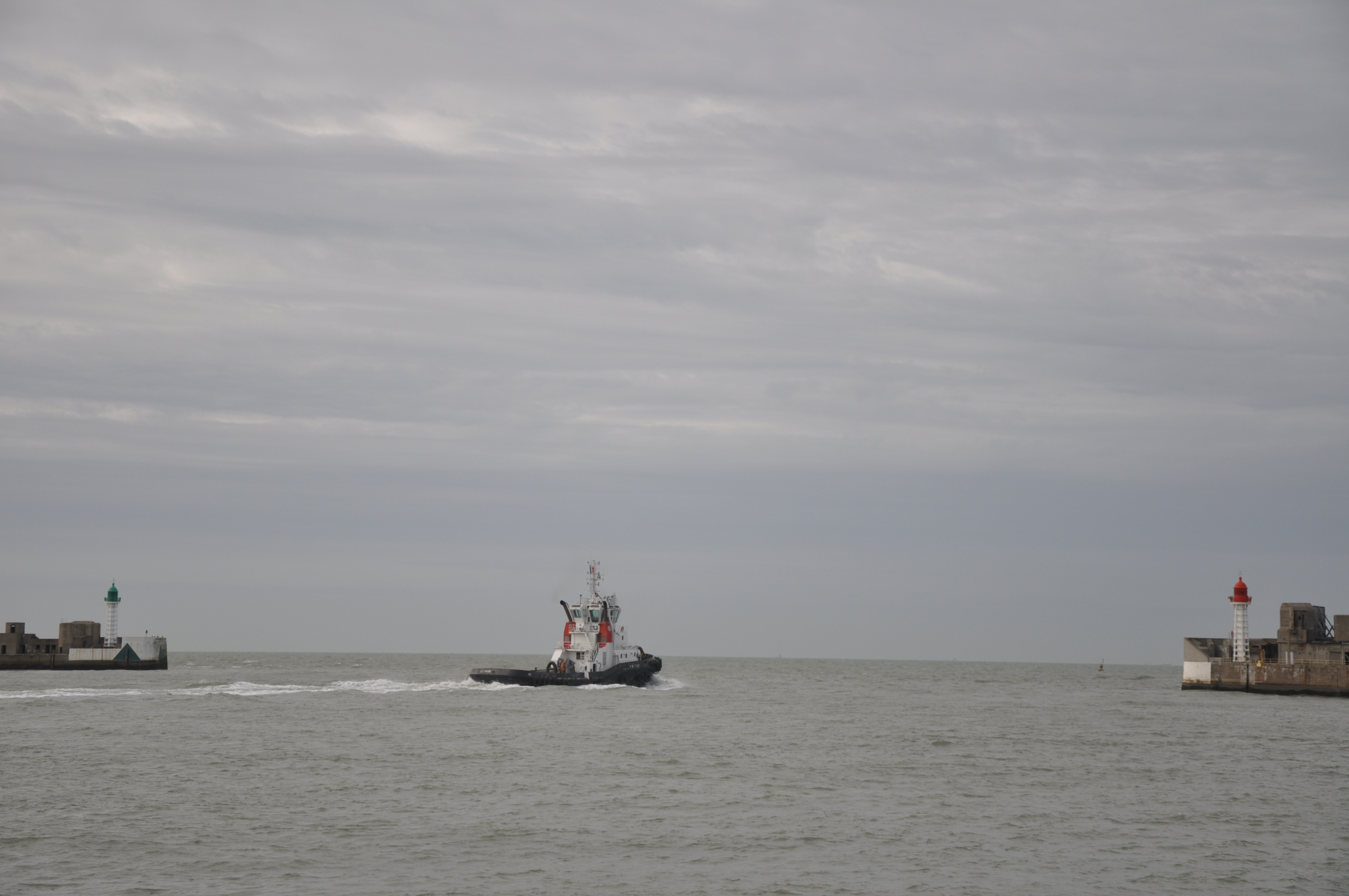
Entrée du port du Havre où le jeune Braque allait flâner.

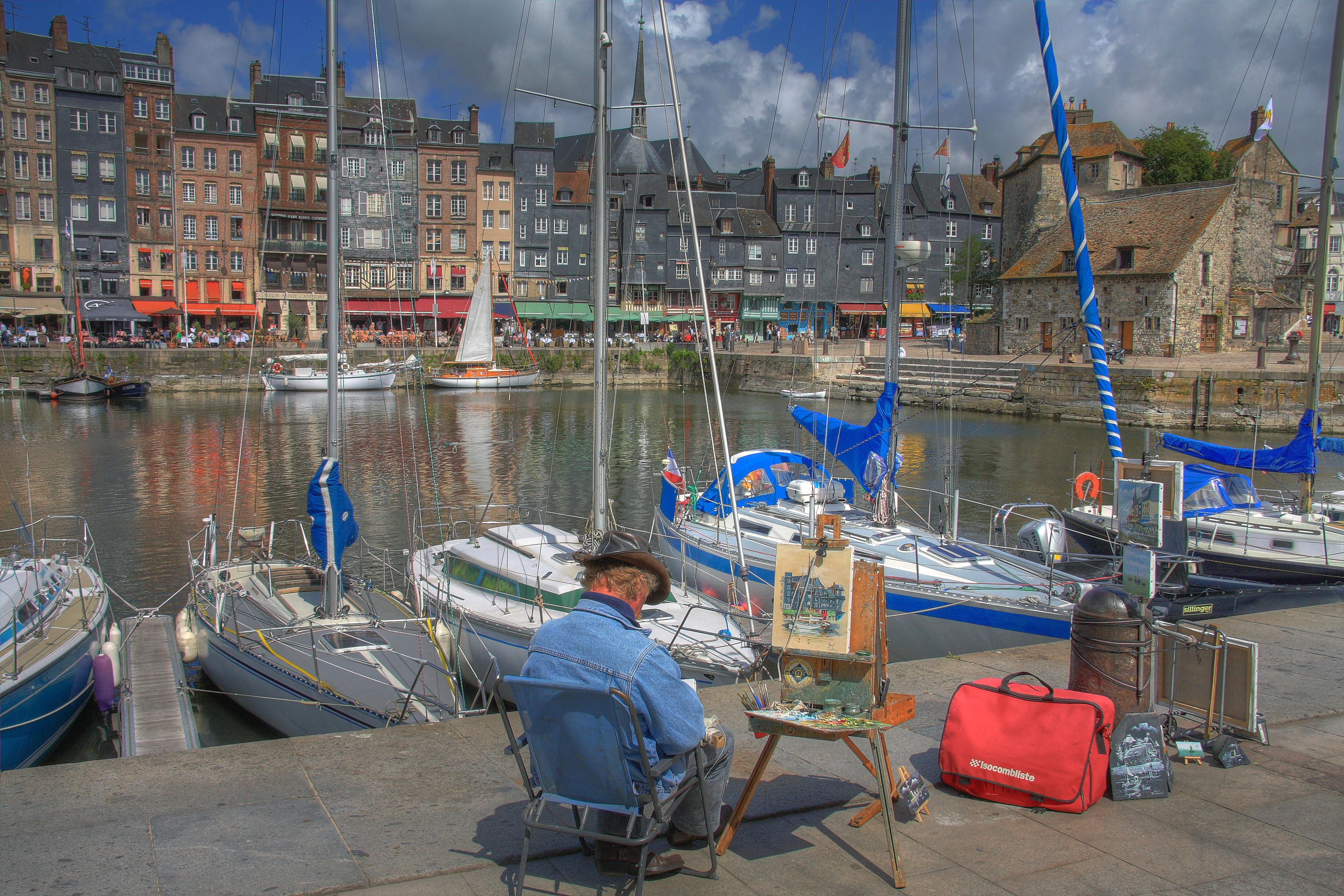
Honfleur où Braque passe ses vacances à partir de 1904.

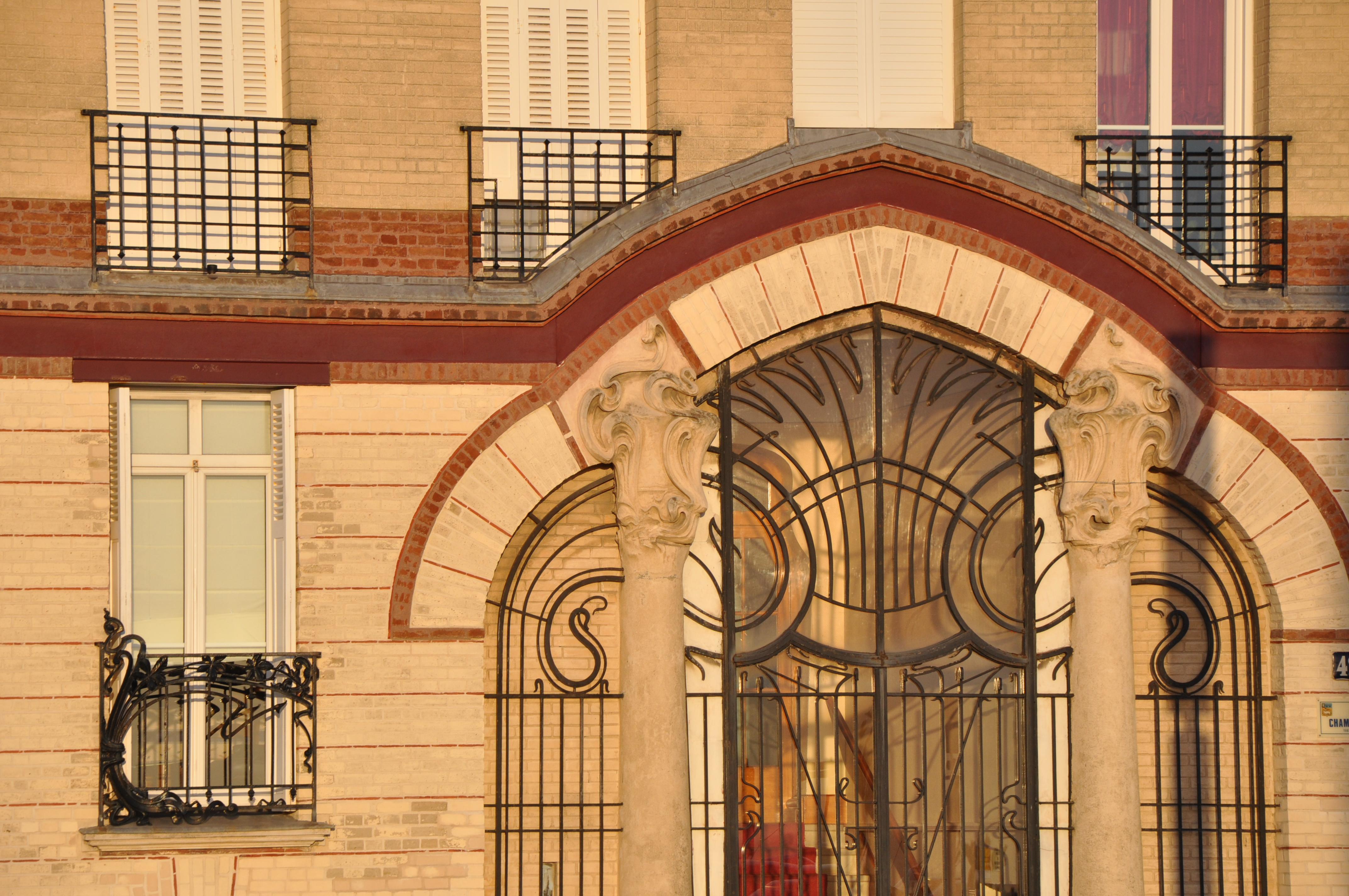
Façade avec sa porte Art nouveau de lImmeuble Braque situé 42 rue Champlain, construit pour Charles Braque par l'architecte William Cargill sur le front de mer au Havre (France) en 1904.

Georges Braque grandit au sein d’une famille d’artisans. Il est le fils d'Augustine Johannet (1859-1942) et de Charles Braque (1855-1911), peintre-décorateur et entrepreneur de peintures en bâtiment "Charles Braque et Cie" ,, également « peintre du dimanche » et ancien élève de Théodule Ribot. Il peint très souvent des paysages inspirés des impressionnistes et expose régulièrement au Havre, où en 1890, la famille s'est installée. Henriette (1878-1950) est la sœur ainée de Georges Braque. En 1893, le garçon entre au lycée. Mais il n'a aucun goût pour l'étude, il est fasciné par la vie du port et dessine d'après Gil-Blas des caricatures de Steinlen et Toulouse-Lautrec. Il s'inscrit tout de même dans la classe de Courchet à l’École supérieure d'art du Havre, dirigée par un élève de Charles Lhuillier, Alphonse Lamotte. L'école municipale a comme but affiché de former des « artisans » et « des ouvriers qui ont l'amour de la ligne » qui sinon « ne seraient que des manœuvres ». Et il prend en même temps des leçons de flûte avec Gaston Dufy, le frère de Raoul Dufy. Il reçoit le second prix des élèves de seconde division de l'école d'art en juillet 1899.

### Apprentissage
En 1899, il quitte le lycée sans se présenter au baccalauréat et il entre comme apprenti chez son père, puis chez Roney, un de leurs amis qui est peintre-décorateur. L'année suivante, il vient à Paris, pour continuer son apprentissage chez un peintre-décorateur, Laberthe, ancien partenaire de son père, où il pratique le broyage de la couleur, les faux-bois et faux-marbre. En même temps, il suit le cours municipal des Batignolles dans la classe de Eugène Quignolot. Il habite Montmartre, rue des Trois-Frères. Il obtient son diplôme de peintre-décorateur. En 1901, il fait son service militaire au 129e régiment d'infanterie du Havre. À son retour, avec le consentement de ses parents, il décide de se consacrer entièrement à la peinture.

### Entre Paris et le Havre
Il revient à Paris en 1902, s'installe à Montmartre rue Lepic en octobre, et entre à l'Académie Humbert, boulevard de Rochechouart. C'est là qu'il rencontre Marie Laurencin et Francis Picabia.
Marie devient sa confidente, son accompagnatrice à Montmartre, ils se dessinent mutuellement, sortent en ville, partagent leurs plaisanteries, leurs secrets et leurs « jours de flemme ». Le timide Braque n'a avec elle qu'une liaison chaste. Il faudra toute la technique amoureuse de Paulette Philippe pour dégourdir le grand timide autour duquel tournent pourtant un grand nombre de femmes. Henri-Pierre Roché les rencontre ensemble au Bal des Quat'z'Arts alors que Braque est déguisé en Romain. Cette vie de « luxe et de volupté » renforce le jeune homme dans sa décision de rompre les amarres. Il détruit toute sa production de l'été 1904 qu'il a passé à Honfleur, abandonne Humbert et prend contact avec Léon Bonnat en mai 1905 à l'École des Beaux-Arts de Paris où il rencontre Othon Friesz et Raoul Dufy.
Cette même année, il étudie les impressionnistes au musée du Luxembourg, dont la collection est essentiellement composée du legs de Gustave Caillebotte, il va aussi dans les galeries de Durand-Ruel et de Vollard. Il s'est installé dans un atelier qu'il loue rue d'Orsel, face au théâtre Montmartre, où il assiste aux nombreux mélodrames d'époque et il se rallie au fauvisme. Sa décision est sans doute due à son amitié pour Othon Friesz, havrais comme lui ; les deux jeunes artistes vont partir ensemble à Anvers en 1906 et l'année suivante dans le Midi de la France.
Par la suite, Georges Braque introduit Marie Laurencin au Bateau-Lavoir et il l'encourage avec Matisse à poursuivre une carrière de peintre. Il croit en son talent.
Braque expose régulièrement au Havre, avec la Société des amis des Arts en 1902 et 1905, (avec son père), puis la même année, sa première exposition remarquée a lieu à la Galerie Beuzebosc. Il expose annuellement de 1906 à 1909 avec le Cercle de l'art moderne du Havre dont il est un des membres fondateurs et du Comité Peintures avec son père, Raoul Dufy et Othon Friesz, entre autres.
Son père meurt en 1911, il est enterré au cimetière d'Argenteuil.

### Du fauvisme au cubisme

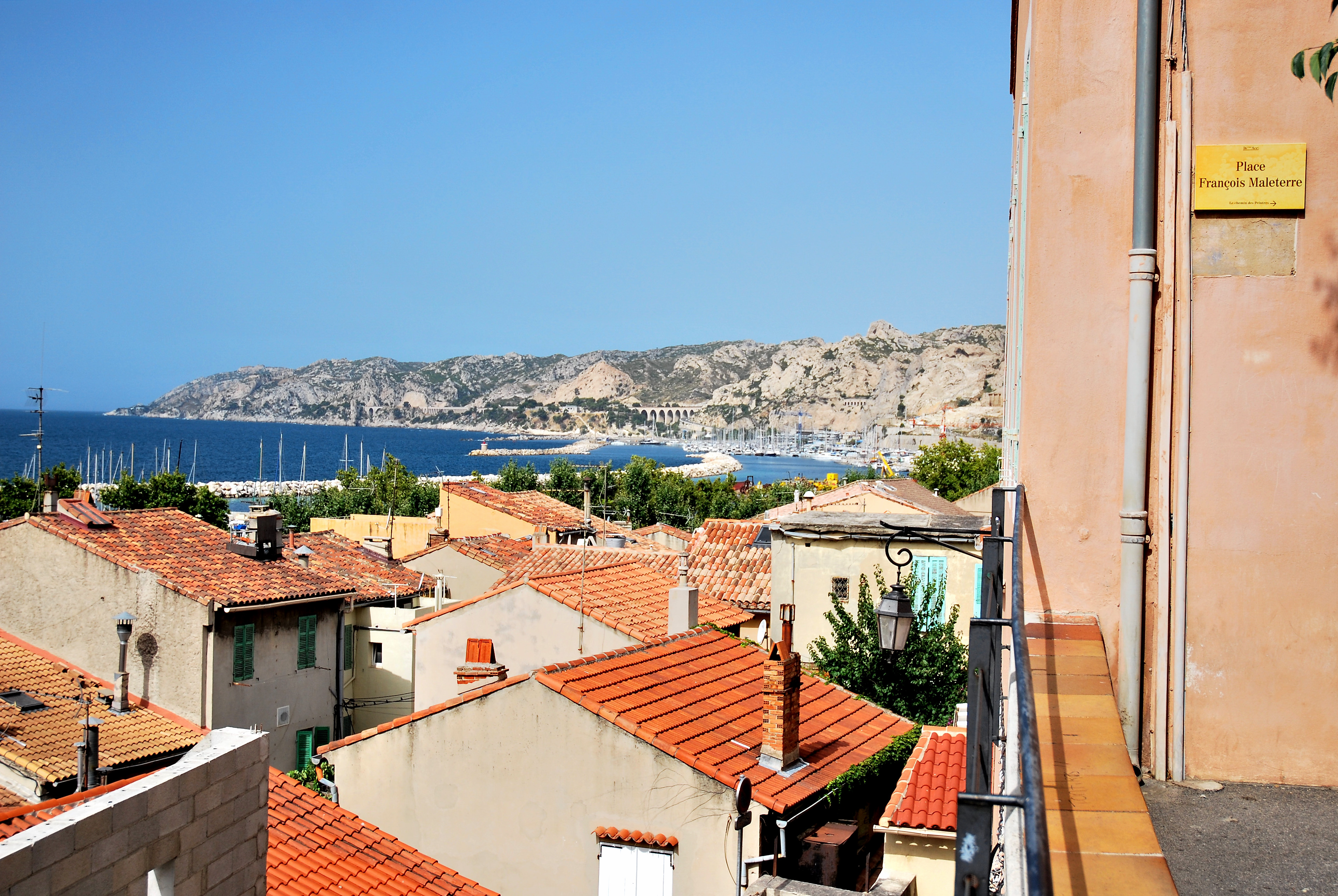
L'Estaque, vue des toits, au fond, le viaduc.

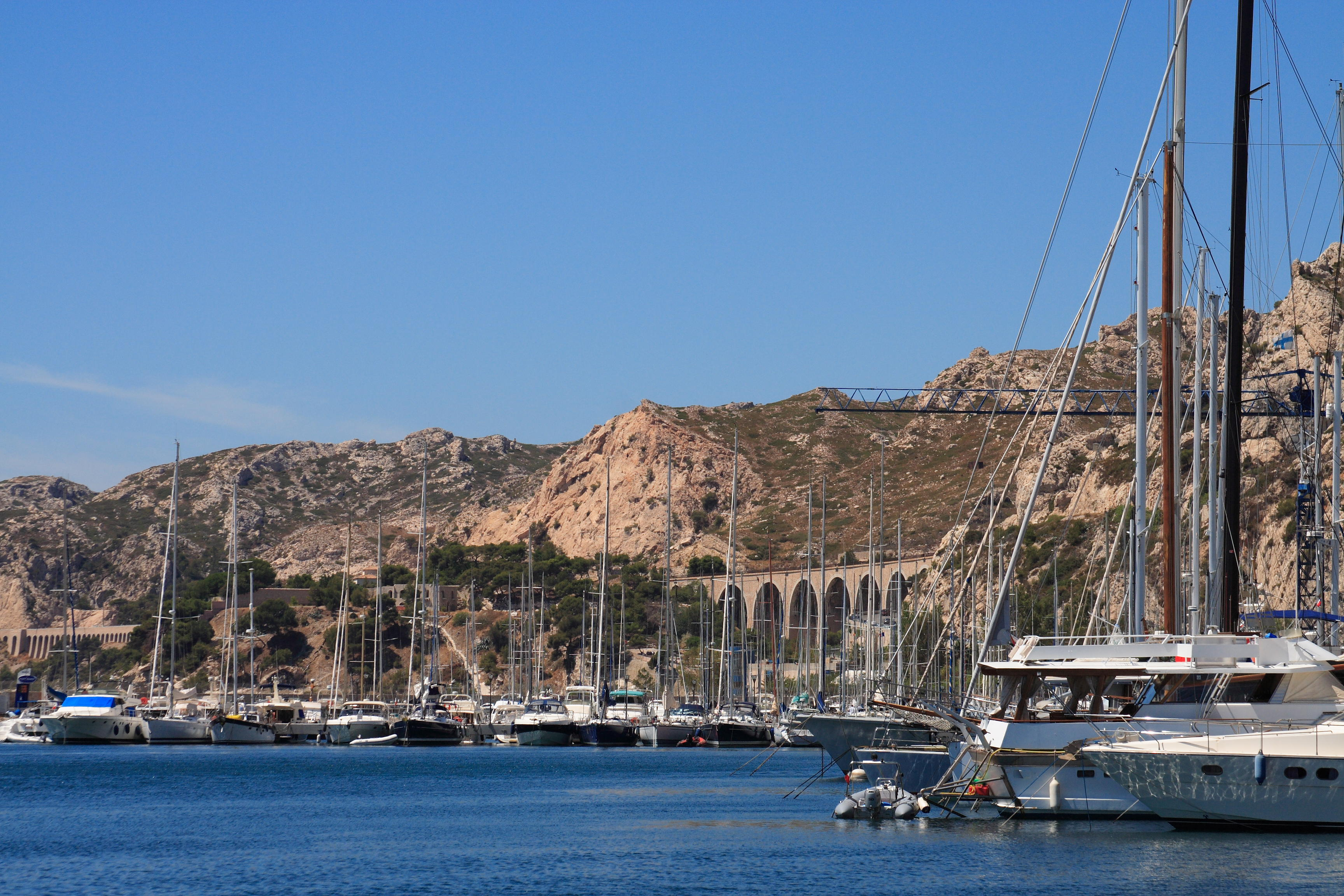
Port de l'Estaque et viaduc.

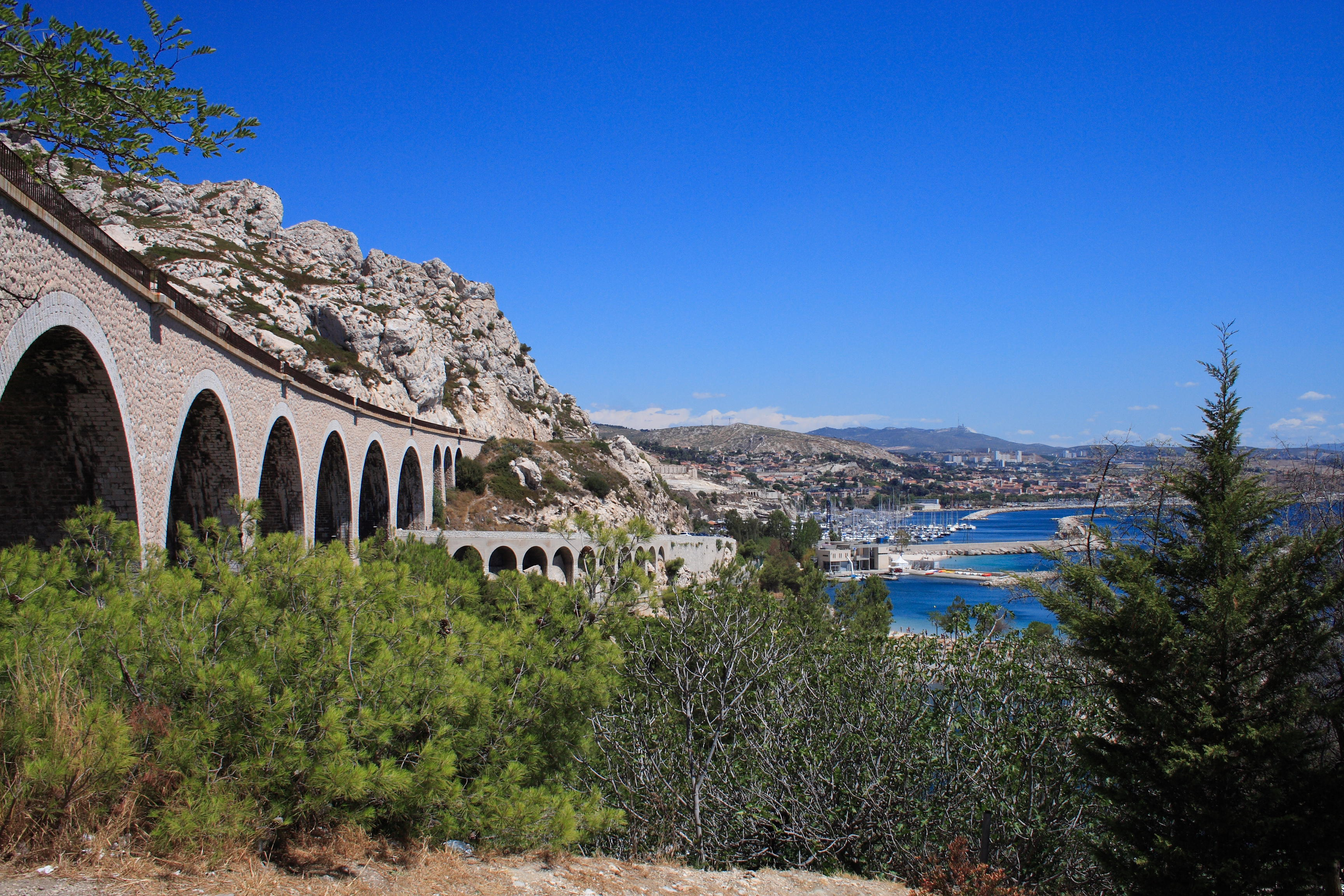
Le viaduc et la baie de l'Estaque.

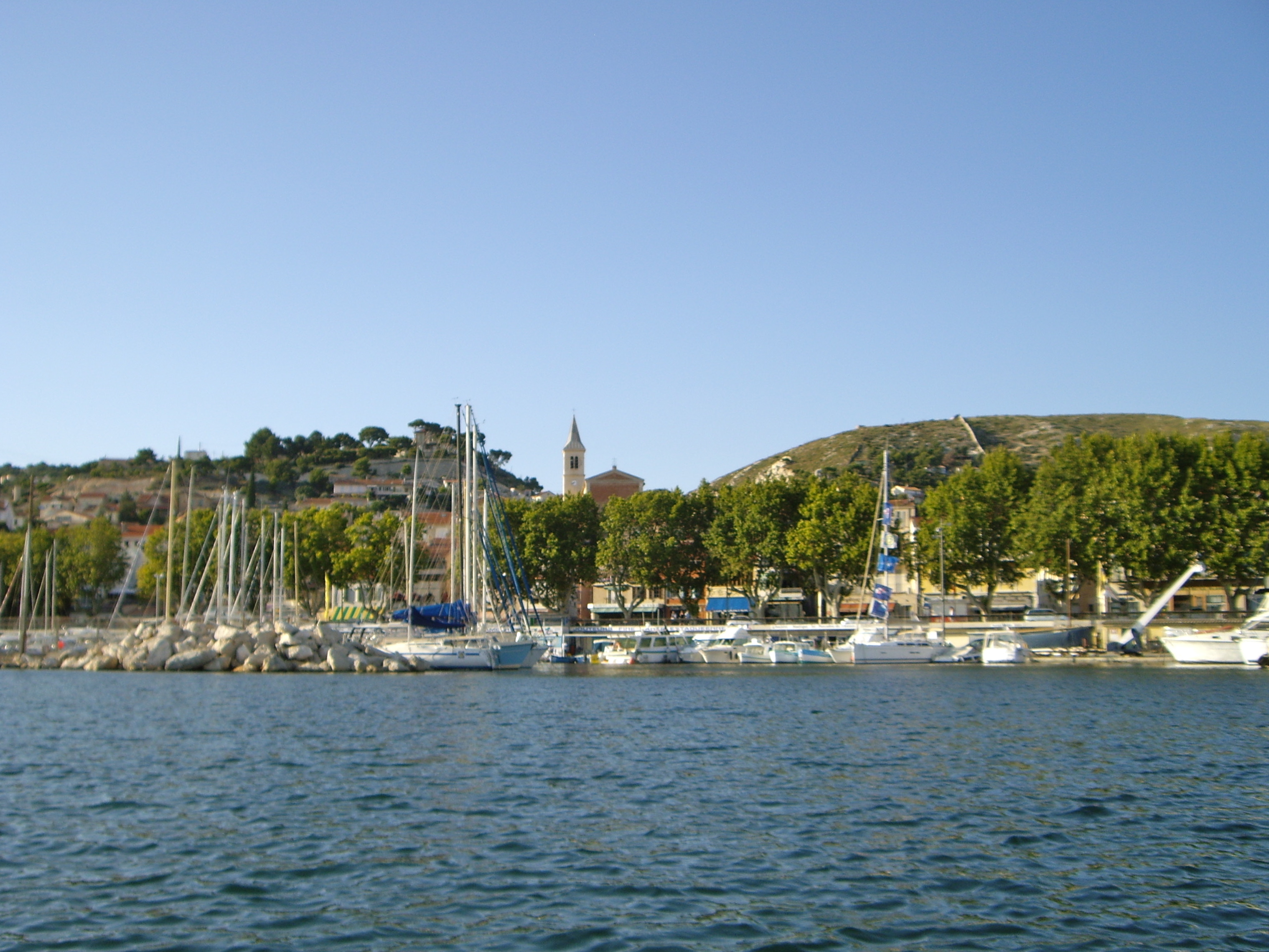
Le port et la baie de l'Estaque.

À l'été 1905, de nouveau à Honfleur, puis au Havre en compagnie du sculpteur Manolo, du critique d'art Maurice Raynal, poussé par Raoul Dufy et Othon Friesz à utiliser des couleurs pures, Braque expose au Salon d'automne de 1905 aux côtés de Matisse, Derain, et de ses amis havrais, qualifiés de fauves. Pendant près de deux ans, Braque s'engage dans le système fauve en fonction de sa propre lecture des œuvres de Cézanne. L'exemple le plus caractéristique du fauvisme de Braque se trouve dans Petite Baie de La Ciotat, 1907, huile sur toile (60,3 × 72,7 cm), Musée national d'art moderne, que le peintre juge suffisamment importante pour la racheter en 1959.
À partir de 1907, Georges Braque séjourne dans le Midi de la France en compagnie de Othon Friesz et, après avoir longuement médité sur l'usage de la ligne et des couleurs de Paul Cézanne, il produit un grand nombre de toiles relatives aux paysages de l'Estaque, presque toutes en plusieurs versions : Le Viaduc de l'Estaque (1907), Le Viaduc de l'Estaque (1908), Route de l'Estaque (1908), Terrasse à l'Estaque (1908), La Baie de l'Estaque (1908), Les Toits d'usine à l'Estaque (1908), Chemin à l'Estaque (1908), Paysage à l'Estaque (1908).
Maisons à l'Estaque a été reproduit dans 34 publications et présenté dans 22 expositions, de 1908 à 1981.
Le tableau ayant été refusé au Salon d'automne de 1908, le marchand d'art Daniel-Henry Kahnweiler, très choqué par cette réaction, propose à Georges Braque de lui ouvrir sa galerie pour présenter cette œuvre, ainsi que l'ensemble des œuvres récentes du peintre. Kahnweiler vient d'ouvrir une petite galerie au no 28, rue Vignon à Paris et il confie la préface du catalogue à Guillaume Apollinaire qui se lance dans un dithyrambe : « Voici Georges Braque. Il mène une vie admirable. Il s'efforce avec passion vers la beauté et il l'atteint, on dirait, sans effort […]. »

Cette même année, Braque visite l'atelier de Pablo Picasso, il y découvre deux toiles : Les Demoiselles d'Avignon, ainsi que Trois femmes qui n'est pas encore achevé. Les rythmes constructifs de ces toiles sont repris de Cézanne, mais plus découpés et déformés. Ils provoquent d'abord l'étonnement de Braque qui a pourtant entamé la même démarche avec ses Nus. Mais ce ne sont pas de ces toiles qu'il va tirer son inspiration pour Le Grand Nu commencé en 1907 et achevé en 1908. 

« Ce n'est rien enlever de leur force subversive aux Demoiselles d'Avignon ou au Grand nu à la draperie, ce n'est en rien sous-estimer la rupture qu'ils marquent dans l'histoire de la peinture que d'écrire qu'ils n'ont pas radicalement reconverti la recherche de Georges Braque. »

 L'audace de Picasso l'a tout de même étonné et, dans un premier temps, Braque se serait montré réticent, mais ici, le conditionnel s'impose.
Il existe au moins trois versions de la réaction de Braque rapportées soit par Kahnweiler, qui n'était pas là, soit par André Salmon, qui n'était pas là non plus, soit par Fernande Olivier, dont les déclarations sont sujettes à caution puisqu'elle a menacé Picasso de faire des révélations gênantes pour lui, dans ses Souvenirs intimes, sur cette période-là. Grâce à l'intercession de madame Braque et le versement par Picasso d'un million de francs, Fernande a renoncé à son chantage. En fait, Braque était déjà sur une autre voie, il avait commencé des variations sur les paysages de l'Estaque. Mais l'importance de ses œuvres mettra longtemps à se révéler : les plus importantes ont été gardées dans des collections privées pendant la plus grande partie du XXe siècle, « ce qui n'a pas contribué à défendre la cause de Braque dans les débats sur l'antériorité ».
Lorsqu'il réfléchit, après les avoir vus, ces tableaux confirment les orientations de la recherche qu'il a déjà menée avec Viaduc à l'Estaque ou Le Grand Nu. C'est à partir de là que va commencer la « cordée Braque-Picasso », avec deux artistes sans cesse en recherche et en confrontation. Savoir lire dans le motif, voilà ce que Braque apprend à Picasso dès leur première rencontre. Selon Pierre Daix : « Ce que la rencontre entre Picasso et Braque fait surgir, c'est que le motif n'est plus la peinture. C'est la composition, par ses rythmes contrastés, qui révèle ce qu'il y avait de structural — à condition qu'on sache le lire — dans le motif. »
En 1907, Braque avait déjà commencé sa propre révolution avec Nu debout (que l'on confond parfois avec Le Grand Nu). Nu debout est peu connu, peu souvent exposé, il appartient à une collection privée. C'est une encre sur papier de petit format (31 × 20 cm), dans lequel le peintre a déjà expérimenté une construction du corps en formes géométriques qu'il a ensuite développée en plusieurs eaux-Fortes, où le corps de femme nue debout a plusieurs positions (bras le long du corps, dans le dos, tête droite, penchée). Dans Le Grand Nu et Nu debout, ainsi que dans d'autres représentations du corps de femme : La Femme (1907), dessin donné par Braque au critique d'art américain Gelett Burgess pour illustrer son article The Wild Men in Paris, le corps semble avoir été décomposé puis recomposé en trois points de vue. Une photographie de Braque et le dessin La Femme paraissent en page 2 de l'article de Burgess dans The Architectural Record de mai 1910.
Les formes sont modelées selon une structure et un rythme qui sont les deux notions fondamentales du cubisme. Son inspiration est instinctive et sa voie picturale suit les traces de Paul Cézanne. Braque s'imprègne aussi des figures des masques africains dont il possède plusieurs exemplaires. « Les masques nègres m'ont ouvert de nouveaux horizons. Ils m'ont permis d'entrer en contact avec l'instinctif. ». À cette époque, ce qu'on l'on désigne comme la « découverte de l'art nègre » est revendiqué par une foule d'artistes, parmi lesquels Maurice de Vlaminck ou André Derain. Braque ne revendique aucune antériorité. Il a simplement acheté à un marin, en 1904, des masques Tsogo et il a continué à compléter sa collection avec des masques Fang.
Le Grand Nu a été la propriété de Louis Aragon puis de la collectionneuse Marie Cuttoli avant de rejoindre la collection d'Alex Maguy. En 2002, l'œuvre est entrée dans les collections publiques par « dation en paiement des droits de succession », elle est aujourd'hui conservée au Musée national d'art moderne.

### La période cubiste
Il existe plusieurs versions sur l'origine du mot cubiste et sur les « pères » du mouvement. Beaucoup de critiques d'art désignent en particulier Braque et Picasso comme « les fondateurs du cubisme ». D'autres y associent Fernand Léger et Juan Gris, tout en créditant Louis Vauxcelles, critique d'art au journal Gil Blas de l'invention du mot, lorsqu'il qualifie les Maisons à l'Estaque de Braque de « petits cubes ». Ce tableau est alors considéré comme « l'acte de naissance du cubisme ». D'autres encore apportent une version différente. Selon Bernard Zurcher, c'est Henri Matisse qui a qualifié de « cubistes » les Maisons de l'Estaque, tout en refusant ces sites et schémas géométriques au Salon d'automne de 1908. 

« Cette simplification terrible qui a porté le cubisme sur les fonts baptismaux est responsable en grande partie d'un véritable mouvement dont ni Braque ni Picasso ne voulaient assumer la responsabilité. Un mouvement dont les théoriciens (Albert Gleizes et Jean Metzinger) ne dépasseront guère les bizarreries “cubiques” stigmatisées par Vauxcelles. »

 En réalité, ces « cubes » ne représentent pour Braque et Picasso qu'une réponse provisoire au problème posé par la construction d'un espace pictural qui doit s'écarter de la notion de perspective établie depuis la Renaissance. La « cordée Braque Picasso » est un atelier de recherches des deux artistes, avec des œuvres menées simultanément par des hommes passionnés auxquels se joignent Derain et Dufy. C'est une aventure exaltante qui a jeté les bases de l'art moderne.
Pourtant, par la suite, le peintre espagnol a revendiqué pour lui-même, devant Kahnweiler, les inventions de papiers collés qu'il dit avoir faites à Céret et finalement il s'est attribué l'invention du cubisme, accusant Braque de l'avoir imité pendant leur période cubiste, ce qui a créé un énorme malentendu sur l'importance de l'œuvre de Braque. Selon Olivier Cena : « Quarante ans plus tard, Picasso ne veut rien laisser à Braque, ni le cubisme analytique, ni le cubisme synthétique… »
Les erreurs d'interprétation ont été ensuite alimentées par diverses personnalités, notamment Gertrude Stein, dont Eugène Jolas réfute les affirmations en citant Matisse : « Dans mon souvenir, c'est Braque qui a fait la première peinture cubiste. Il avait rapporté du Sud, un paysage méditerranéen […]. C'est vraiment la première peinture qui constitue l'origine du cubisme et nous la considérions comme quelque chose de radicalement nouveau […]. »
William Rubin considère, lui, que le cubisme de Braque est antérieur aux Maisons à l'Estaque. Il désigne la Nature morte aux pichets avec pipe, dont on ignore la localisation et les dimensions, comme la première œuvre cubiste du peintre, qui a choisi des objets dont l'enveloppe est courbe, la composition étant réglée en diagonale et centrée par la rencontre de deux axes obliques.

#### Le cubisme analytique
À partir de 1909, de ses séjours à La Roche-Guyon et à Carrières-sur-Seine, Braque ramène plusieurs paysages qui sont des déclinaisons cubistes d'inspiration cézannienne : Le Château de La Roche-Guyon (73 × 60 cm), Lille Métropole, Le Vieux Château de la Roche-Guyon (65 × 54 cm), musée des beaux-arts Pouchkine, Moscou, Paysage des carrières Saint-Denis (41 × 33 cm), musée national d'art moderne, Paris.
Braque entre ensuite dans la période du « cubisme analytique ». Les paysages qui prédominaient dans l'œuvre du peintre vont peu à peu céder la place aux natures mortes. Ces paysages n'étaient que la phase préparatoire à une période plus féconde, qui voit naître en particulier Broc et violon, 1909-1910, huile sur toile (117 × 75 cm), Kunstmuseum, Bâle, Violon et palette (92 × 43 cm) et Piano et Mandore (92 × 43 cm), Musée Solomon R. Guggenheim. Le peintre ne cherche plus à copier la nature. Par une succession d'articulations dynamiques, en multipliant les points de vue, sa peinture s'enrichit de combinaisons imprévues, avec une multiplication des facettes. Les formes sont alors géométrisées et simplifiées.
« Si l'on considère que la bataille du cubisme s'est jouée en définitive sur le thème de la nature morte, Braque y était le mieux préparé ou plutôt il a été à même, en consolidant chacune des étapes de son évolution, d'aller plus sûrement à ce “signe qui suffit” tel que l'a nommé Matisse. »
En 1911, le peintre rencontre Marcelle Lapré qui deviendra sa femme en 1926. Et il part à Céret où il reste avec Picasso toute l'année.

#### Les inventions de Braque

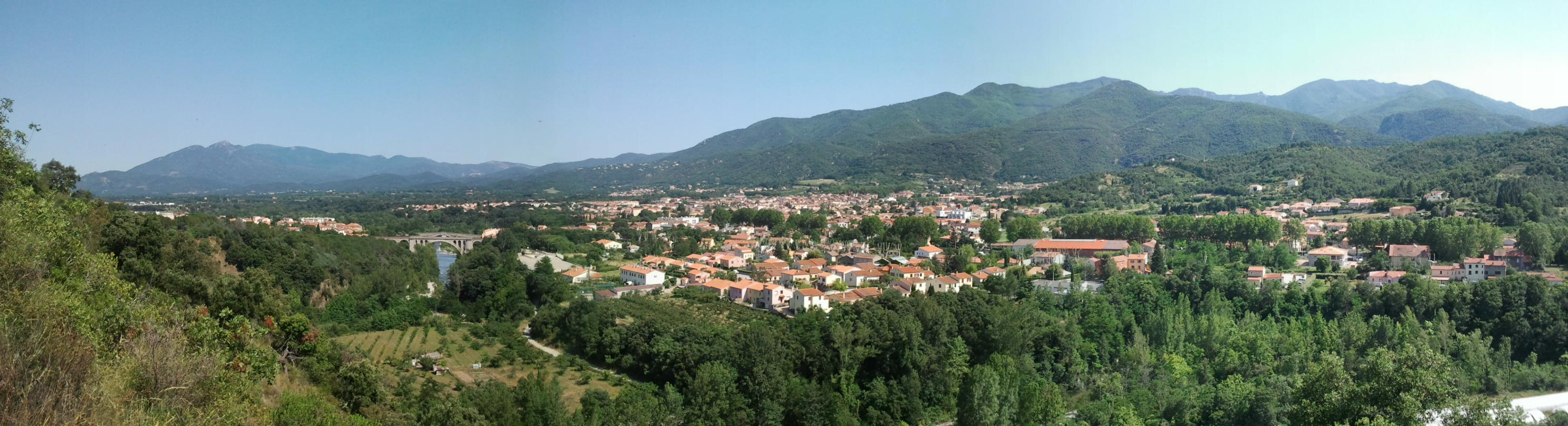
Céret
où Braque a réalisé Les Toits de Céret en 1911.

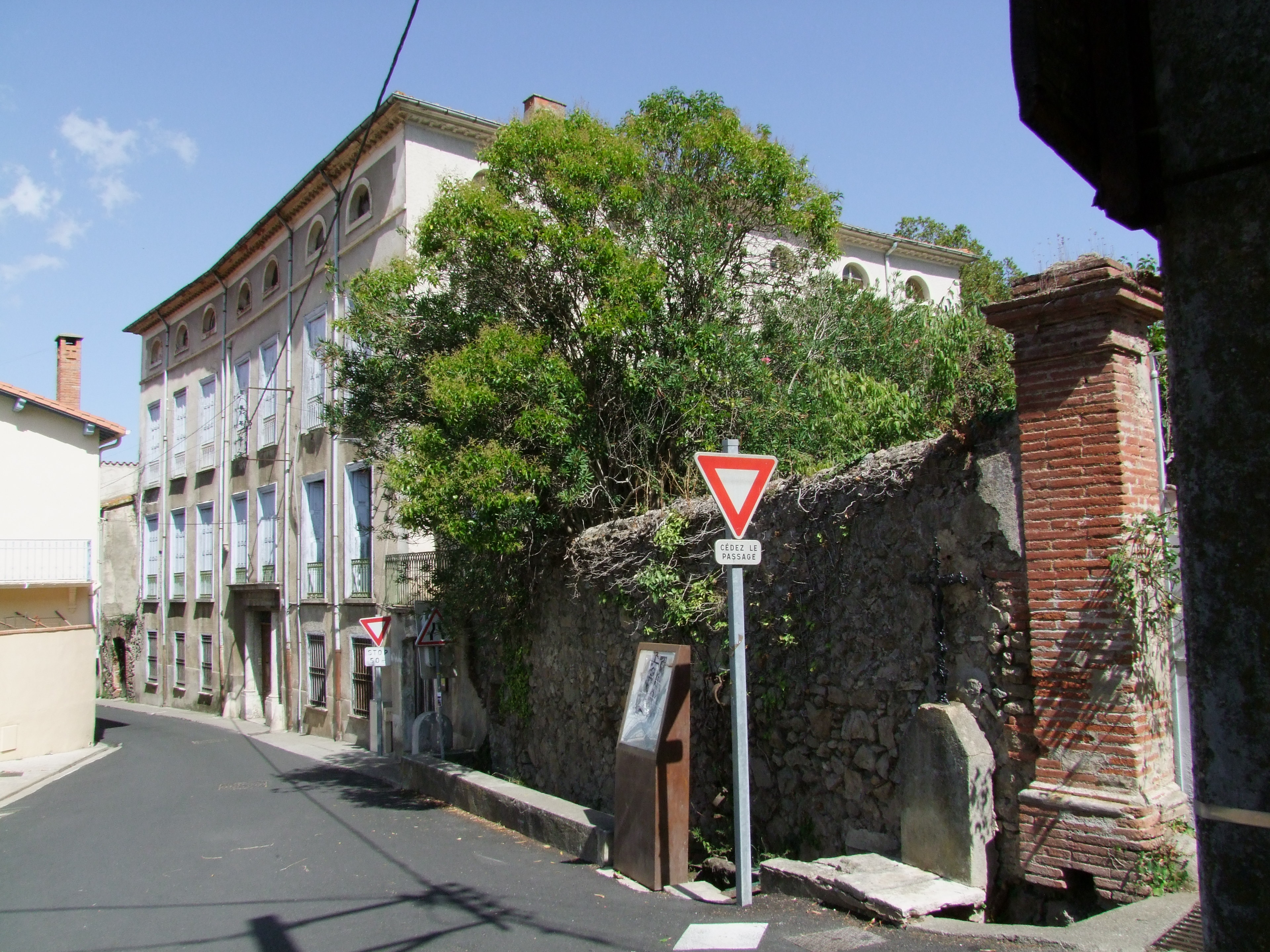
L'Ancienne Maison Delcros, 3 rue des Evadés de France à Céret

À partir de là, Braque invente un nouveau vocabulaire, introduisant des lettres au pochoir dans ses tableaux, des caractères d'imprimerie : Le Portugais (L'Émigrant) (117 × 81 cm), Kunstmuseum, Bâle, Nature morte aux banderilles (65,4 × 54,9 cm), Metropolitan Museum of Art. Dans un entretien avec la critique d'art Dora Vallier, il explique : « […] c'était des formes où il n'y avait rien à déformer parce que, étant des aplats, les lettres étaient hors l'espace et leur présence dans le tableau, par conséquent, permettait de distinguer les objets qui étaient dans l'espace, de ceux qui étaient hors de l'espace. » Braque se lance aussi dans des inscriptions tracées à main levée, disposées en parallèle pour rappeler les caractères d'affiche. Dans Le Portugais (L'Émigrant), on déchiffre le mot BAL en haut à droite, un mot qui revient l'année suivante dans Nature morte au violon BAL (Kunstmuseum de Bâle).
À Céret, il n'abandonne pas les paysages. Il réalise Les Toits de Céret (82 × 59 cm), collection privée et la Fenêtre de Céret, toiles stylisées selon la méthode du cubisme analytique et sans aucun rapport avec les paysages des années précédentes.
L'année suivante à Sorgues, il rejoint Picasso et il loue la villa de Bel-Air. Les papiers collés de Braque font alors leur apparition : Compotier et verre (50 × 65 cm), collection privée. C'est une très grande découverte qui sera reproduite par de nombreux peintres : Juan Gris, Henri Laurens, Fernand Léger, Albert Gleizes. Les papiers sont des compositions, à ne pas confondre avec les collages que Braque réalise plus tard.
C'est également à Sorgues que Braque peaufine sa technique des sculptures en papier, inventée à Céret en 1911, selon l'article de Christian Zervos paru dans les Cahiers d'art. On trouve trace de ces sculptures dans un courrier envoyé à Kahnweiler, au mois d'août 1912, où l'artiste dit profiter de son séjour à la campagne pour y faire ce que l'on ne peut faire à Paris, entre autres choses des sculptures en papier « qui lui donnent beaucoup de satisfaction. » Malheureusement, il ne subsiste rien de ces constructions éphémères, excepté une photographie d'un contre-relief de 1914, découverte dans les archives Laurens, auquel les sculptures papier de 1912 ne ressemblaient sans doute pas. Selon Bernard Zurcher, elles se rapprocheraient plutôt des natures mortes de la même année (1912) qui suivaient le principe d'inversion du relief propre au masque wobé.
« Ceux qui vont de l'avant tournent le dos aux suiveurs. C'est tout ce que les suiveurs méritent. »
Les papiers collés de Braque, pour Jean Paulhan, « qui a passé la moitié de sa vie à essayer d'expliquer la nature de l'œuvre de Braque » sont des « Machines à voir ». D'après lui, le cubisme consiste à « substituer l'espace brut à l'espace concerté des classiques. Cette substitution se fait par le biais d'un engin analogue à la machine à perspective de Filippo Brunelleschi, et à la vitre quadrillée de Albrecht Dürer selon Jean Paulhan,. La vitre quadrillée de Dürer, encore appelée mise au carreau, est un moyen pour le dessinateur d'agrandir ou diminuer un dessin sans que la perspective intervienne. Braque utilise souvent cette mise au carreau. On en trouve un exemple dans la photo d'atelier où il travaille à L'Oiseau et son nid en 1955, prise par Mariette Lachaud. Dans la partie supérieure du tableau, les traces de la mise au carreau sont encore visibles, détachées du sujet principal.
Braque reste à Sorgue jusqu'en novembre 1912, tandis que Picasso retourne à Paris où il commence à exécuter ses propres papiers collés. Il écrit à Braque : « Mon cher ami Braque je emploie [sic] tes derniers procédés paperistiques et pusiereux. Je suis en train de imaginer une guitare et je emploie un peu le pusière contre notre orrible toile. Je suis bien content que tu sois heureux dans ta villa de Bel Air, et que tu sois content de ton travail. Moi, comme tu vois, je commence à travailler un peu. » Cependant Braque avance dans sa recherche de papier collé, dérivant sur des papiers ayant l'aspect du faux bois, il imite aussi le marbre. Les inversions de relief se multiplient et des signes optiques apparaissent vers la fin de l'année 1913, jouant sur la répétition d'une figure géométrique ou d'un motif décoratif. Braque ajoute des signes objectifs nouveaux l'année suivante : cordes de guitare, de violon, cartes à jouer, morceau de journal transformé en carte à jouer.
Vers la fin de la « période papier » apparaît le carton ondulé. Le peintre introduit dans sa composition la notion de relief qui connaîtra un vif succès à partir de 1917, tant dans ses collages que dans ceux de son meilleur ami, le sculpteur Henri Laurens. Parmi les œuvres importantes de la période des papiers collés (1913-1914), se trouvent Le Petit Éclaireur (92 × 63 cm), fusain, papier journal, papier faux bois et papier noir collé sur toile, musée de Lille métropole, Nature morte sur table (Gillette) où est reproduite l'enveloppe d'une lame de rasoir Gillette (48 × 62 cm), Centre Pompidou, Paris, Violon et pipe LE QUOTIDIEN (74 × 100 cm), fusain, papier faux bois, galon de papier peint, papier noir, papier journal collés sur papier, contrecollé sur carton, Centre Pompidou, Paris.
Cette période est aussi celle des instruments de musique. Violon (72 × 31 cm), fusain, papier collé uni, faux bois, mural et journal sur papier, Cleveland Museum of Art, Violon (35 × 37 cm), huile, fusain, crayon et papier collé sur toile, Philadelphia Museum of Art, Violon et journal FÊTE (90 × 60 cm), Philadelphia Museum.
Braque n'en finit pas d'inventer. Dès 1912, installé avec Marcelle Lapré au 5, impasse Guelma, il mêle à sa peinture de la sciure de bois et du sable pour donner du relief aux toiles. En 1913, il déménage son atelier rue Caulaincourt tandis que ses œuvres sont présentées à New York à l'Armory Show. Cependant, cette année-là, les relations entre les deux peintres se dégradent, ils n'éprouvent plus le besoin de se retrouver. L'écart s'est creusé, la « cordée » se délite. Deux expositions particulières présentent Braque en Allemagne au printemps 1914, à Berlin, galerie Feldmann, puis à Dresde, galerie Emil Richter. Au moment de l'assassinat du duc d'Autriche, Braque passe l'été à Sorgues avec sa femme. Il est mobilisé et prend le train avec Derain, le 2 août 1914, à Avignon où les accompagne le « compagnon de cordée » qui va multiplier les mots d'auteur rapportés de diverses manières selon les biographes.

### La guerre de 1914 et ses conséquences

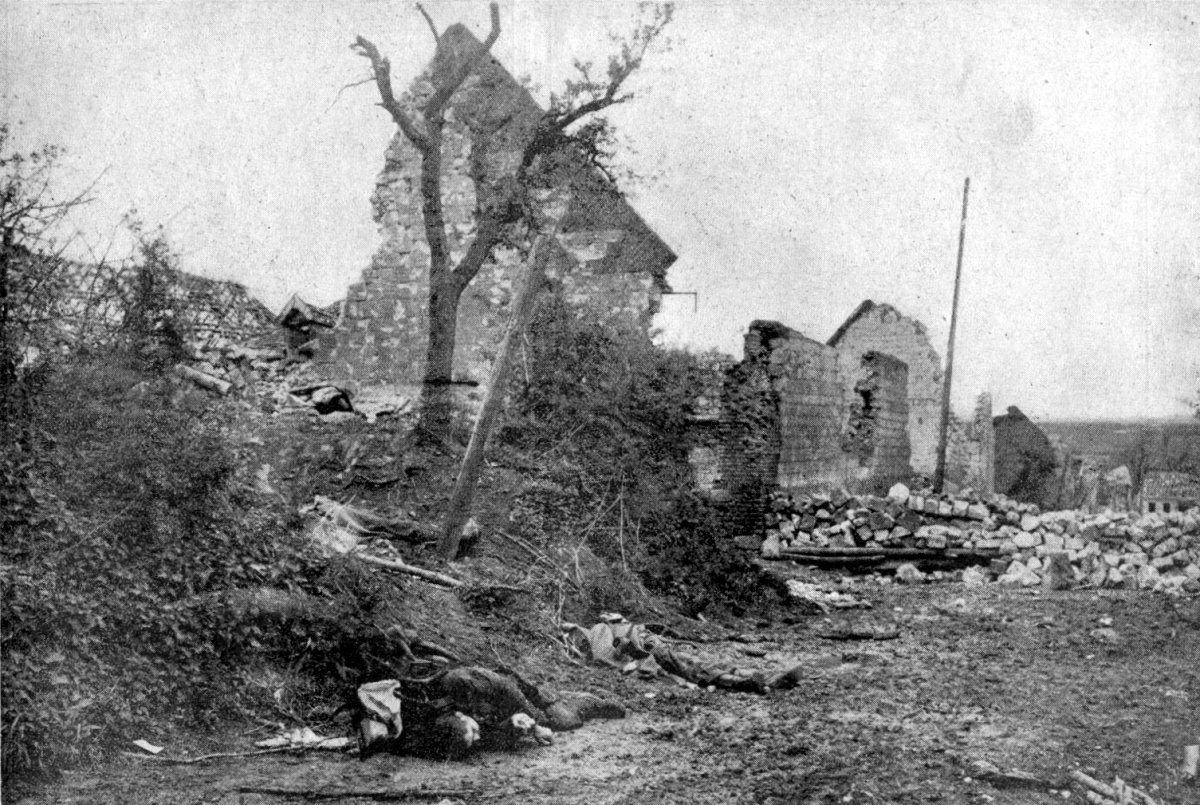
Bataille de l'Artois où Braque a été blessé.

La mobilisation de Braque sur le front en 1914 interrompt brutalement la carrière du peintre. Il est affecté au 224e régiment d'Infanterie comme sergent et envoyé dans la Somme à Maricourt secteur où le régiment de Braque (devenu lieutenant Braque) restera trois mois avant d'être déplacé en Artois, au nord d'Arras, pour préparer une offensive à grande échelle contre les villages qui protègent la crête de Vimy.
Grièvement blessé le 11 mai 1915 à Neuville-Saint-Vaast, Braque est laissé pour mort sur le champ de bataille. Il est relevé par les brancardiers qui ont trébuché sur son corps le lendemain, dans ce charnier où 17 000 hommes ont été broyés. Trépané, le peintre ne reprend connaissance qu'après deux jours de coma. Il ne se remet pas avant 1917. Deux fois cité, il reçoit la Croix de guerre. Après un banquet organisé pour fêter sa guérison à Paris, il part en convalescence à Sorgues.
Avec le poète Pierre Reverdy, Georges Braque écrit ses Pensées et réflexions sur la peinture qui sont publiées dans la revue Nord-Sud. Il est alors proche de Juan Gris, qui lui communique son goût pour les textures recherchées et les plans réduits à des formes géométriques. C'est avec Gris qu'il recommence à peindre en « peintre aveugle-né — cet aveugle renaissant » selon le mot de Jean Paulhan, avec notamment Guitare et verre (60,1 × 91,5 cm), Musée Kröller-Müller Otterlo.
En cette période, Braque n'était pas loin de penser que Picasso était en train de « trahir » le cubisme et leur jeunesse. Mais le peintre discret reprend ses recherches. Il se fait « vérificateur ». Il peaufine ses trouvailles et met au point un nouveau vocabulaire de sa peinture. Ce sera le « cubisme synthétique » dont les premières créations, commencées en 1913 avec Compotier et cartes, huile rehaussée au crayon et au fusain sur toile (81 × 60 cm), Centre Pompidou, Paris, reprennent en 1917 avec La Joueuse de mandoline (92 × 65 cm), huile sur toile, Musée de Lille Métropole, La Musicienne, huile sur toile (221,4 × 112,8 cm), Kunstmuseum, Bâle.
Vers 1919, alors que le cubisme triomphe, alors que Gleizes, Metzinger, Maurice Raynal lui découvrent des raisons, des lois, des limites, Georges Braque déclare : « Il y a longtemps que j'avais foutu le camp. Ce n'est pas moi qui ferais du Braque sur mesure. »
Quelques années plus tard, dans son livre, Braque le patron, Jean Paulhan fait le parallèle entre l'art des cubistes et l'art du camouflage de guerre. « Le camouflage de guerre a été l'œuvre des cubistes : si l'on veut, c'était aussi leur revanche. Les tableaux à qui l'opinion publique eût obstinément reproché de ne ressembler à rien se trouvaient être au moment du danger, les seuls qui pussent ressembler à tout […]. Ils se reconnaissaient dans les natures mortes de Braque, et l'aviateur qui doutait de la forêt des Ardennes ou de la Beauce n'hésitait plus devant un canon retouché par Braque. ». Paulhan rappelle aussi que le peintre officiel chargé du camouflage des canons en 1915, Lucien-Victor Guirand de Scevola, disait, au chapitre « Souvenirs de camouflage », qu'il avait employé pour déformer totalement l'aspect de l'objet, les moyens que les cubistes utilisaient, ce qui lui avait permis par la suite, d'engager dans sa section quelques peintres aptes, par leur vision très spéciale, à dénaturer n'importe quelle forme.
Mais désormais, les nouvelles toiles de Braque offrent une palette plus vive et sensuelle, comme dans La Femme à la mandoline, 1922-1923, huile sur carton (41 × 33 cm), Centre Pompidou, Paris. Au début des années 1920, le peintre varie encore sa production à la demande de Serge de Diaghilev, en composant les décors et costumes pour les Ballets russes. Entre 1922 et 1926, il fait les décors et costumes de Les Fâcheux adaptation de la comédie-ballet de Molière, de Salade, de Zéphire et Flore et aussi les décors des Sylphides ballet de Michel Fokine. Diaghilev trouve que le peintre a un caractère peu commode et que, par ailleurs, il n'a pas le sens des affaires, ce qui est exact selon Jean Paulhan.
Le rideau du ballet Salade a été légué au Musée d'art moderne de la ville de Paris en 1955 par le comte Étienne de Beaumont. Enfermé depuis cette date dans les réserves du Palais de Tokyo, il vient d'en être sorti et sera restauré.

### L'entre-deux-guerres, le cubisme synthétique et les natures mortes
Juan Gris est alors le seul peintre cubiste dont Braque reconnaissait la valeur en dehors de Picasso ; il disait des autres : « Ils ont “cubisté” les tableaux, ils ont publié des livres sur le cubisme, et tout cela naturellement m'éloignait de plus en plus d'eux. Le seul qui ait poussé les recherches cubistes avec conscience à mon sens, c'est Gris. »
À cette époque, ce sont les sculpteurs Jacques Lipchitz et Henri Laurens qui ont joué un rôle plus considérable que les peintres dans l'évolution de Braque. Le peintre développe des aplats de couleurs. Braque ne déforme plus, il forme, c'est ce qu'il confirme dans son cahier. Ainsi se produit la « métamorphose » qui se caractérise par l'utilisation du fond noir, dont il dit à Daniel-Henry Kahnweiler, réfugié en Suisse, que « le noir [...] c'est une couleur dont l'impressionnisme nous a privés si longtemps et qui est si belle… ».

« Tout compte fait, je préfère ceux qui m'exploitent à ceux qui me suivent. Ceux-là ont quelque chose à m'apprendre. »

L'exposition de ses œuvres récentes, en mars 1919, chez Léonce Rosenberg à la Galerie de L'Effort moderne reçoit un accueil enthousiaste. À cette occasion, une première monographie de Braque est publiée par Roger Bissière qui y souligne l'aspect méticuleux du travail du peintre : « Braque a entrevu peut-être le premier entre les modernes la poésie qui se dégage du beau métier, d'une œuvre faite avec amour et patience. » C'est la deuxième exposition personnelle du peintre qui renouvelle son contrat avec Léonce Rosenberg en mai 1920, année où il réalise sa première sculpture :La Femme debout en six exemplaires. Cette période qui va jusqu'au début des années 1930 est aussi celle des Canéphores, 1922 (180,5 × 73,5 cm), huile sur toile, Centre Pompidou, Paris, mais aussi des nus, des figures féminines, Trois Baigneuses, huile sur bois (18 × 75 cm), collection privée.
Mais en 1921, les choses se gâtent entre Rosenberg et Braque. La liquidation du stock de Kahnweiler, confisqué pendant la guerre, a lieu à l'hôtel Drouot. L'expert est précisément Léonce Rosenberg qui a réussi à se faire nommer là, et qui profite de sa position dominante pour sous-évaluer des œuvres qu'il rachètera à bas prix. Le premier jour de la vente à Drouot, Braque s'emploie à le boxer en même temps que le pauvre Amédée Ozenfant qui tentait de s'interposer. L'affaire se termine au commissariat de police, et les belligérants sont finalement relâchés. Léonce Rosenberg revend les tableaux qu'il a achetés avec un énorme bénéfice. Son frère Paul en fait autant. Un des grands perdants dans tout cela est l'État français qui a laissé filer des œuvres comme L'Homme à la guitare (1913-1914) en 1921 pour 2 820 francs, tableau qu'il rachètera pour le musée national d'art moderne soixante ans plus tard neuf millions de francs.

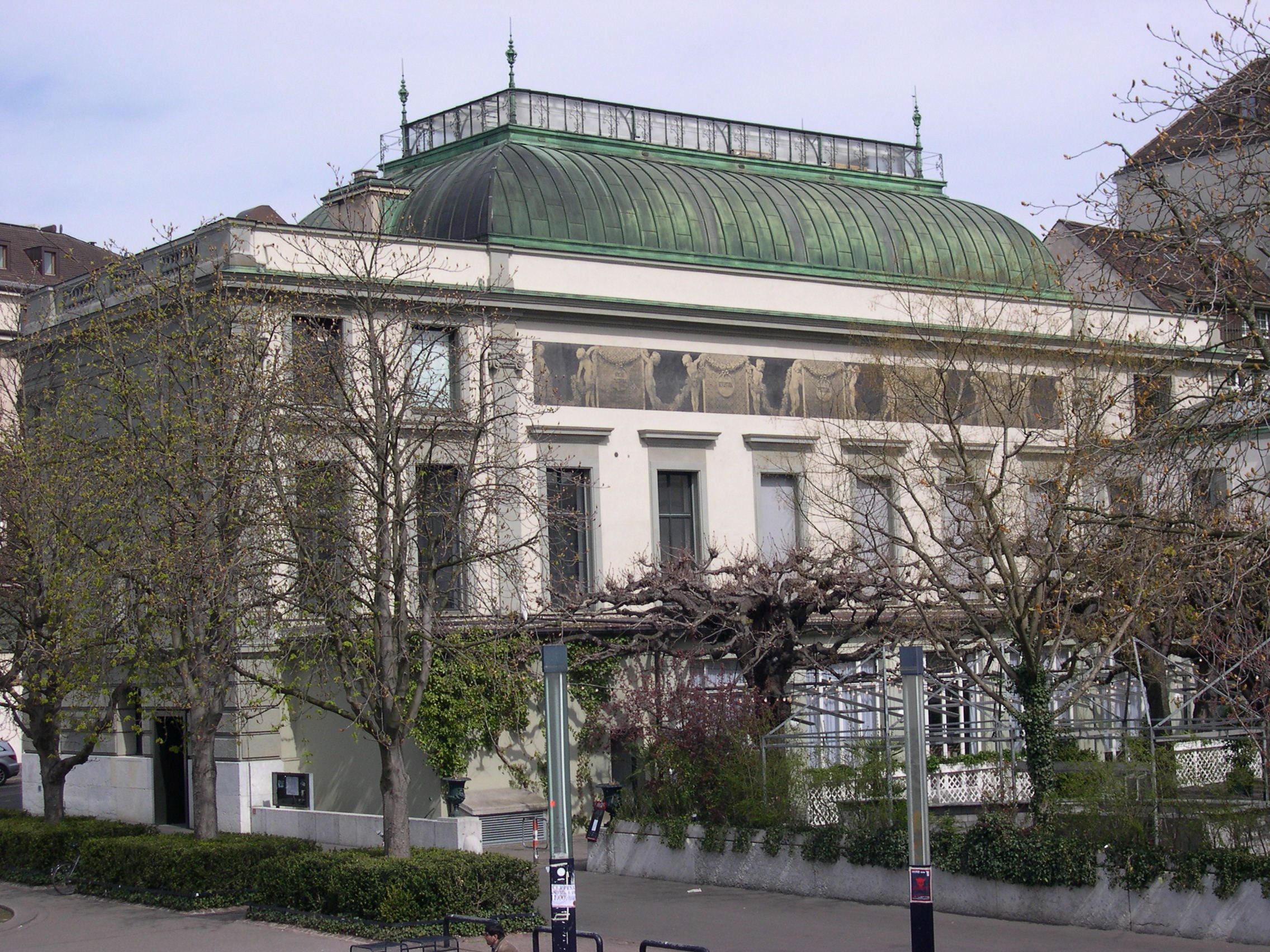
Kunsthalle de Bâle où a lieu, en 1933, la première rétrospective des œuvres de Braque.

Le style et les recherches du peintre évoluent 1919 et 1939. De son passé cubiste, il conserve la simultanéité des points de vue, le développement des objets sur le même plan, et l'inversion de l'espace. Il utilise toujours le noir en fond pour suggérer la profondeur, et il opère une partition des objets et des plans qui les éloignent de tout réalisme. En cela Guitare et nature morte sur la cheminée , 1925, huile et sable sur toile (130,5 × 74,6 cm), Metropolitan Museum of Art et Fruits sur une nappe et compotier, huile sur toile (130,5 × 75 cm), Centre Pompidou, sont caractéristiques de cette évolution. Les objets semblent des accessoires à la composition, tout son effort porte sur la couleur, ainsi que le remarque Georges Charensol lors de l'exposition Braque chez Paul Rosenberg, en 1926, où se trouvait Fruits sur une nappe et compotier. Braque pousse l'usage du contraste encore beaucoup plus loin dans Nature morte à la clarinette, 1927, huile sur toile (55,9 × 75 cm), The Phillips Collection avec des formes qualifiées de « naturalistes » par Christian Zervos.

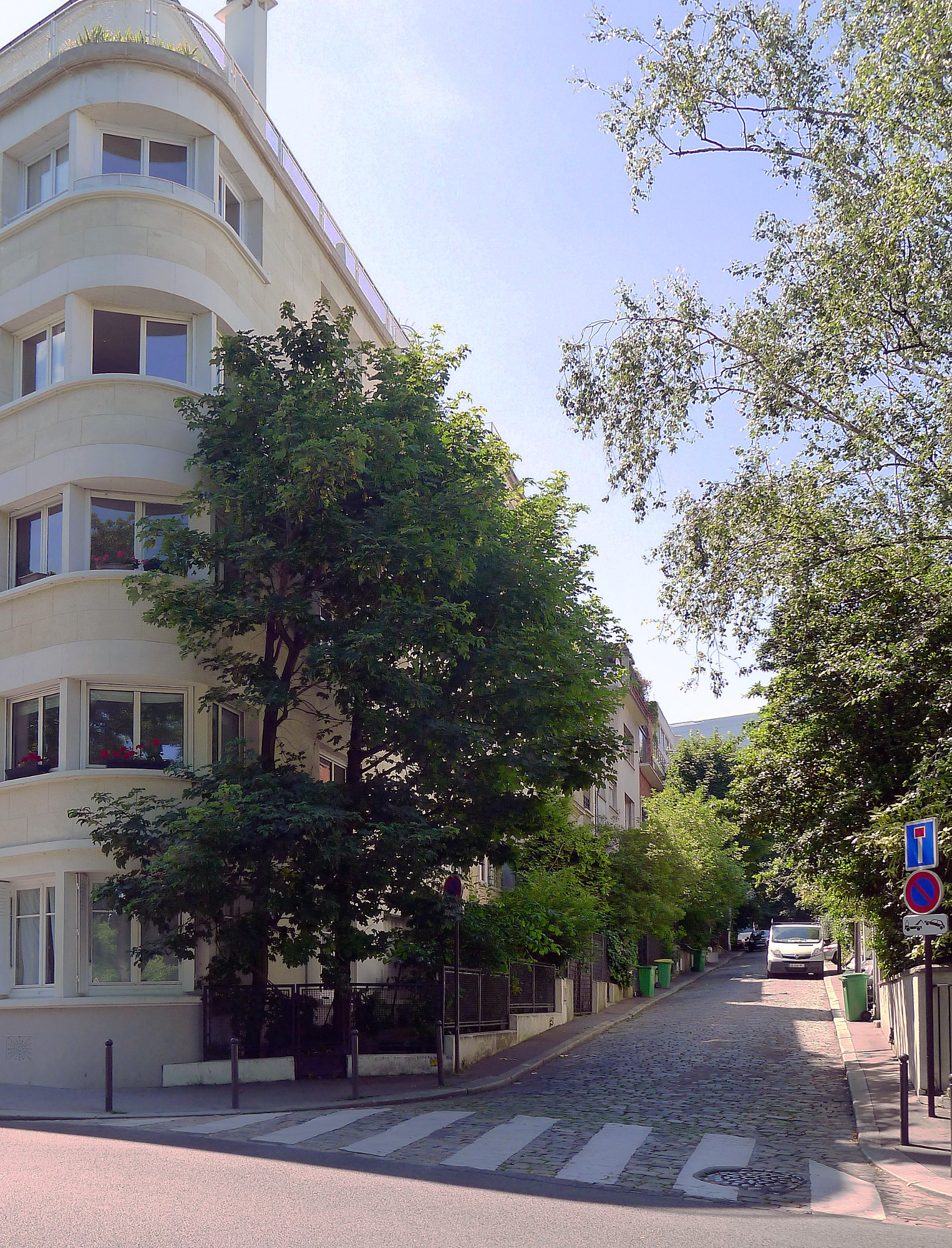
Rue Georges-Braque, anciennement rue du Douanier, où le peintre avait son atelier à partir de 1925.

Depuis 1925, Braque est installé à Montparnasse, rue du Douanier, dans une maison-atelier construite sur les plans d'Auguste Perret. Il a épousé en 1926, Marcelle Lapré, avec laquelle il vit depuis 1912. Il a pour voisins Louis Latapie et Roger Bissière dans cette rue qui porte aujourd'hui son nom : rue Georges-Braque.
Les formes naturalistes et abstraites prennent une nouvelle ampleur avec les variations sur Le Guéridon à partir de 1928, année où le couple Braque achète une maison à Varengeville en Haute-Normandie. Sur les falaises du Pays de Caux, l'architecte américain Paul Nelson construit une maison et un atelier pour le peintre. Avec Le Guéridon, 1928, huile sur toile (197 × 73 cm), Museum of Modern Art, New York) et Le Grand Guéridon, huile sur toile (147 × 114 cm), que le peintre continue à travailler jusqu'en 1936-1939, Braque opère un long mûrissement des formes. Il retravaille même en 1945 Le Guéridon rouge (180 × 73 cm), commencé en 1939 en réduisant le motif ornemental. Le thème du guéridon revient souvent dans l'œuvre de 1911 à 1952. Il assure la continuité d'un développement dont les Ateliers réalisent le plein épanouissement.
Les années 1930 voient apparaître les Nappes : Nappe rose (1933) et Nappe jaune, 1935 (114,3 × 144,8 cm), collection privée, qui reçoit en 1937 le premier prix de la Fondation Carnegie de Pittsburgh. Le peintre expérimente aussi les plâtres gravés, Heraklès, 1931 (187 × 105,8 cm), Fondation Maeght, les eaux fortes Théogonie d'Hésiode, 1932, ensemble de huit eaux fortes (53 × 38 cm), Musées de Belfort, commandées par Ambroise Vollard pour illustrer le livre homonyme et qui ne sera jamais publié, car Vollard meurt en 1939.
La première rétrospective de Braque à la Kunsthalle de Bâle en 1933 en Suisse, marque le début de la reconnaissance internationale du peintre elle sera suivie en 1934 par Braque Recent Paintings à la Valentine Gallery de New York, ouverte en 1937 par le galeriste allemand Curt Valentin. Selon Frank Elgar : « C'est pendant les années 1930 que Braque peint ses natures mortes les plus concentrées et les plus savoureuses. Ses falaises, ses barques échouées, ses figures double face […] témoignent de sa période la plus heureuse. Mais le péril le guettait à partir de 1940. »

### Pendant la Seconde Guerre mondiale

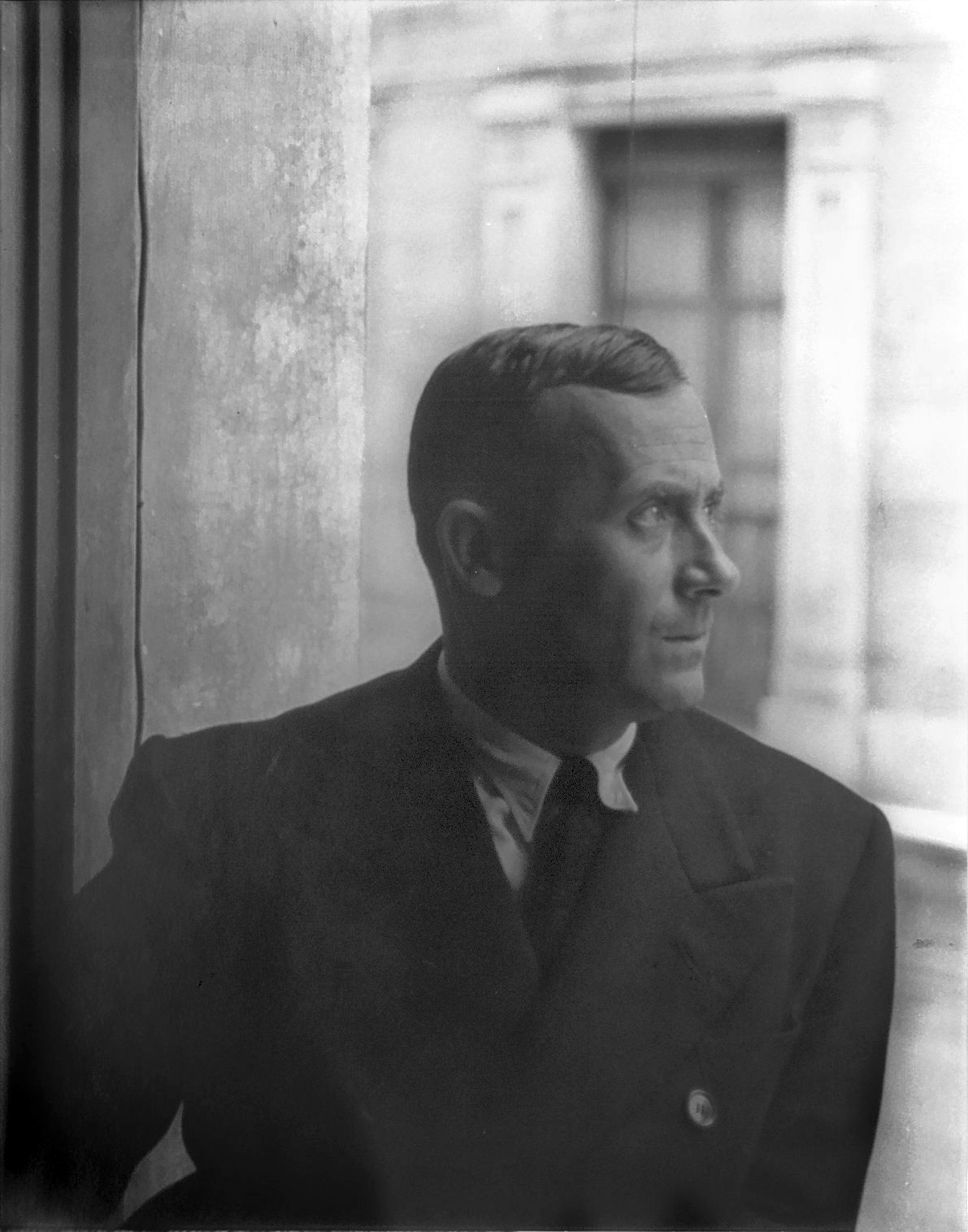
Son ami Joan Miró photographié en 1935.

De 1939 à 1940, le couple Braque est à Varengeville pendant la drôle de guerre avec Joan Miró, qui a loué une maison près de celle des Braque en août 1939 et qui restera en France jusqu'en 1940. « Les deux peintres entretiennent une relation d'amitié et de confiance, […] sans que le voisinage d'alors et l'amitié de toujours n'ait pas fait dévier d'un millimètre le chemin de l'un et de l'autre. » Braque a simplement invité son ami catalan à utiliser le procédé du papier à report, une technique d'impression pour la lithographie. À Varengeville, à la même date, se trouvent aussi Georges Duthuit, Alexander Calder, ainsi que le poète Raymond Queneau et l'architecte Paul Nelson.
Pendant cette période, Braque se consacre quasi exclusivement à la sculpture, il réalise notamment Hymen,  Hesperis et Le Petit Cheval. Les sculptures humaines sont des têtes toujours de profil comme dans les reliefs de l'ancienne Égypte. Ce style est issu des tableaux comme Le Duo, huile sur toile (129,8 × 160 cm) qui offre deux profils de femmes assises sur leur chaise.
En 1939-1940, Braque est l'objet d'une grande rétrospective à Chicago à The Arts Club of Chicago, également à Washington (The Phillips Collection) à San Francisco (San Francisco Museum of Modern Art). Il a aussi une exposition personnelle à New York en 1941, puis à Baltimore, puis de nouveau à New York chez Paul Rosenberg, en avril 1942. En 1943, la galerie de France lui consacre une exposition, Douze peintures de Georges Braque, tandis que le Salon d'automne à Paris présente 26 peintures et 9 sculptures. Jean Bazaine lui consacre un article dans Comœdia. Jean Paulhan publie Braque le patron la même année.
Entre 1940 et 1945, les Braque ont résidé d'abord dans le Limousin, puis dans les Pyrénées à Caujac, où ils hébergent leur neveu Jacques Gosselin et sont finalement revenus à Paris. Ils ne retournent à Varengeville qu'en 1945, En 1941, un grand nombre des peintures de Braque déposées à Libourne sont confisquées par les autorités allemandes.
Braque ne participe pas au voyage à Berlin organisé en 1941 par Arno Breker et Otto Abetz dont André Derain, Othon Friesz, Maurice de Vlaminck, Kees van Dongen, André Dunoyer de Segonzac font partie. Mais il ne souhaite pas désavouer son ami Derain, et le commentaire de lui rapporté par Fernand Mourlot : « Heureusement, ma peinture ne plaît pas, je n'ai pas été invité ; sans quoi, à cause des libérations [de prisonniers] promises, j'y serais peut-être allé. » Reste, selon Alex Dantchev et Fernand Mourlot, une forme d'exonération de toute accusation de collaboration envers l'ami Derain. Certes, le lien avec Derain est rompu[réf. nécessaire], tout comme celui avec les autres artistes qui ont fait le même voyage. En août 1943, Braque est le témoin de mariage de Geneviève Derain avec Joseph Taillade dans la propriété de Derain à La Roseraie, à Chambourcy. Mais Braque prendra par la suite ses distances vis-à-vis de l'épuration.

« La liberté n'est pas accessible à tout le monde. Pour beaucoup, elle se place entre la défense et la permission. »
De même, il se tient très à l'écart du régime de Vichy pendant toute la guerre. Pourtant, les avances de l'occupant ne manquent pas, ses tableaux déchaînent l'enthousiasme de Pierre Drieu la Rochelle lors de l'exposition de vingt de ses toiles au Salon d'automne 1943. Les officiers allemands qui visitent son atelier, le jugeant trop froid, proposent de lui livrer du charbon, ce que Braque refuse avec finesse. Il refuse également de créer un emblème pour le gouvernement de Vichy, alors que Gertrude Stein s'est proposée pour traduire les discours de Pétain,,. Braque a le défaut inverse : il ne se laisse pas acheter. Sa position est claire : pas de compromis, pas de compromission. Ce qui ne l'empêche pas de recevoir Ernst Jünger dans son atelier le 4 octobre 1943. Écrivain et poète en uniforme d'occupant cette année-là, Jünger, qui recevra le prix Goethe en 1982 et qui entre dans la Pléiade en 2008, apprécie les peintures « dégénérées » d'Edvard Munch, de James Ensor, du Douanier Rousseau, de Picasso auquel il a rendu visite cette même année et aussi de Braque, dont il a vu les peintures au Salon d'automne 1943, et qu'il trouve « réconfortantes, parce qu'elles représentent l'instant où nous sortons du nihilisme ». Leur force, tant dans les formes que dans les tons représentent pour lui le moment où se rassemblent en nous la matière de la création nouvelle.
Cloîtré dans son atelier pendant toute la durée de la guerre, Braque se consacre au thème des Intérieurs avec un retour en force du noir qui donne une impression de dépouillement et de sévérité. La guerre est pour Georges Braque synonyme d'austérité et d'accablement. À ce moment-là, « il n'y a guère de place pour l'émulation dans la vie de Braque : ni concours, ni discussion, ni travail en commun. C'est dans le secret qu'il entreprend ». Une femme assise devant un jeu de cartes, vue de profil, titrée La Patience, huile sur toile (146 × 114 cm), illustre son état d'esprit.
Pendant cette période, Braque poursuit son sujet fétiche : les instruments de musique qui n'ont cessé d'apparaître dans ses tableaux depuis 1908, parce que : « L'instrument de musique, en tant qu'objet, a cette particularité qu'on peut l'animer en le touchant, voilà pourquoi j'ai toujours été attiré par les instruments de musique. » 1942 est une année particulièrement féconde pour le peintre qui commence plusieurs toiles sur le thème de la musique, qu'il terminera plus tard comme L'Homme à la guitare, 1942-1961 (130 × 97 cm), huile sur toile, collection particulière.

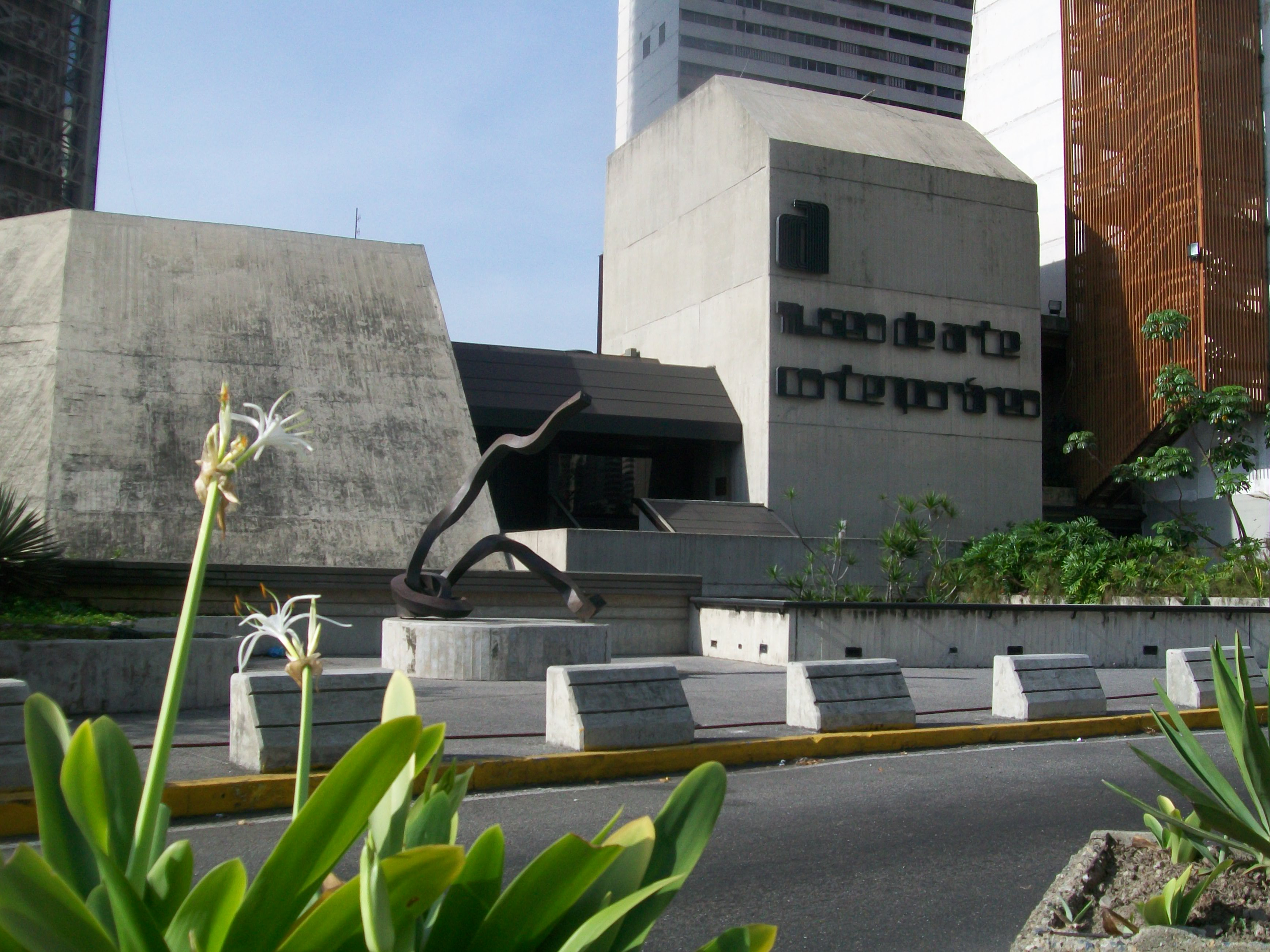
Façade du Museo de Arte Contemporáneo de Caracas.

Il réalise encore quelques dessins de femme dont les attitudes rappellent sa période fauve Femme à la toilette (1942), mais très vite la nature morte reprend le pas : Deux poissons dans un plat avec une cruche, 1949-1941, huile sur papier marouflé sur toile, collection particulière, inaugure une série de poissons sur fond noir, Les Poissons noirs, 1942, huile sur toile (33 × 55 cm), Centre Pompidou, Paris, plusieurs Vanités, Le Poêle (1942), Le Cabinet de toilette (1942, The Phillips Collection). Tous ces intérieurs rappellent que l'artiste s'est « cloîtré » chez lui, notamment Grand intérieur à la palette, 1942 (143 × 195,6 cm), Menil Collection, Houston. Ses toiles les plus significatives ont pour sujets des objets de la vie quotidienne, objets dérisoires, utiles à la survie, ou à la nourriture rationnée : Table de cuisine, huile sur toile (163 × 78 cm), collection privée.
Il produit quelques silhouettes masculines sur fond sombre avant de commencer la série des Billards qu'il poursuit jusqu'en 1949. Un des plus beaux, Le Billard, 1947-1949 (145 × 195 cm) se trouve au Musée d'art contemporain de Caracas, Venezuela. Il a été exposé au Grand Palais (Paris) lors de la rétrospective Georges Braque 2013, avec la mention des années où il a été achevé : 1947-1949.

### L'après-guerre

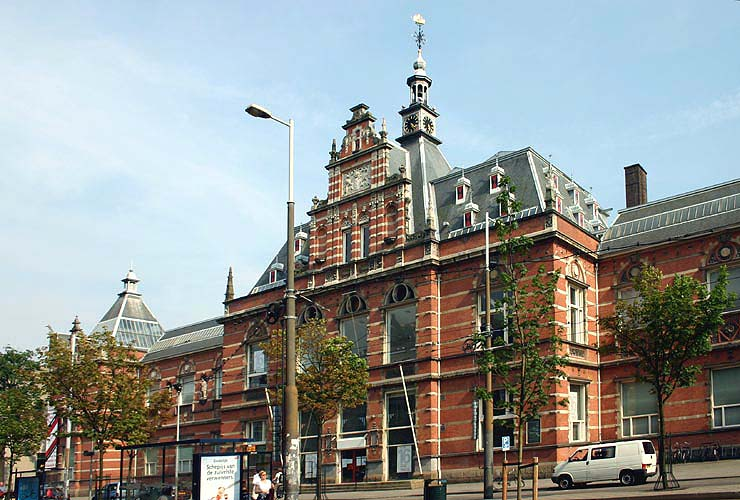
Le Stedelijk Museum d'Amsterdam où Braque expose dès le 20 octobre 1945.

Braque se tient à l'écart de l'épuration et rejoint Varengeville. Il n'adhère pas non plus au Parti communiste français malgré les démarches répétées de Picasso et de Simone Signoret. Il se tient aussi à l'écart de Picasso dont il apprécie de moins en moins l'attitude et que Maïa Plissetskaïa qualifiera plus tard de hooligan. Il décline l'invitation à séjourner à La Californie de Cannes, choisissant plutôt d'habiter chez son nouveau marchand parisien, Aimé Maeght, à Saint-Paul-de-Vence. Il n'empêche que chacun des deux peintres essaie d'avoir des nouvelles de l'autre. Notamment lorsque Braque subit une opération pour un double ulcère à l'estomac, en 1945, Picasso vient le voir chaque jour, et il continue à chercher son approbation malgré son attitude distante.
Le 24 décembre 1950 sa sœur Henriette décède.
À partir de 1951, une sorte de réconciliation va s'amorcer. Françoise Gilot rend visite très souvent à Braque, même après sa séparation, elle lui présente son fils Claude Picasso, alors adolescent, qui ressemble tant à son père que Braque fond en larmes : le garçon est le portrait vivant de son « compagnon de cordée » de l'époque. La véritable nature du lien entre les deux peintres reste difficile à cerner. Selon Braque, ce n'était pas une coopération artistique mais « une union dans l'indépendance ».
Après une convalescence de deux ans, Braque reprend sa vigueur, et il expose au Stedelijk Museum d'Amsterdam, puis à Bruxelles au Palais des beaux-arts. En 1947, il est à la Tate Gallery de Londres. La même année, Aimé Maeght devient son nouveau marchand parisien, et publie la première édition des Cahiers G. Braque.
En 1948, à la Biennale de Venise, où il a présenté la série des Billards, il reçoit le Grand Prix pour l'ensemble de son œuvre. Suit une série d'expositions en particulier au MoMA de New York, qui parachève la reconnaissance internationale de son œuvre,. Paul Rosenberg lui consacre encore une nouvelle exposition dans sa galerie de New York en 1948.

« Quand quelqu'un se fait des idées, c'est qu'il s'éloigne de la vérité. S'il n'en a qu'une, c'est l'idée fixe. On l'enferme. »

À partir de 1949, le peintre commence sa série des Ateliers, une suite de huit toiles sur le même thème, en état d'inachèvement perpétuel. Ces toiles éternellement retouchées sont un véritable casse-tête pour la rédaction des catalogues, notamment pour le critique d'art anglais John Richardson, qui a bien du mal à les dater dans son article The Ateliers of Braque. Car Braque modifie sans cesse le contenu et la numérotation des toiles de cette série. Si on compare la photographie que Robert Doisneau a faite à Varengeville de l’Atelier VII (1952-1956), on s'aperçoit qu'il a été modifié, que le peintre a déplacé les objets et qu'il est devenu Atelier IX. Le dernier état de ce tableau est présenté au Grand palais en 2013, huile sur toile (146 × 146 cm), Centre Georges Pompidou.

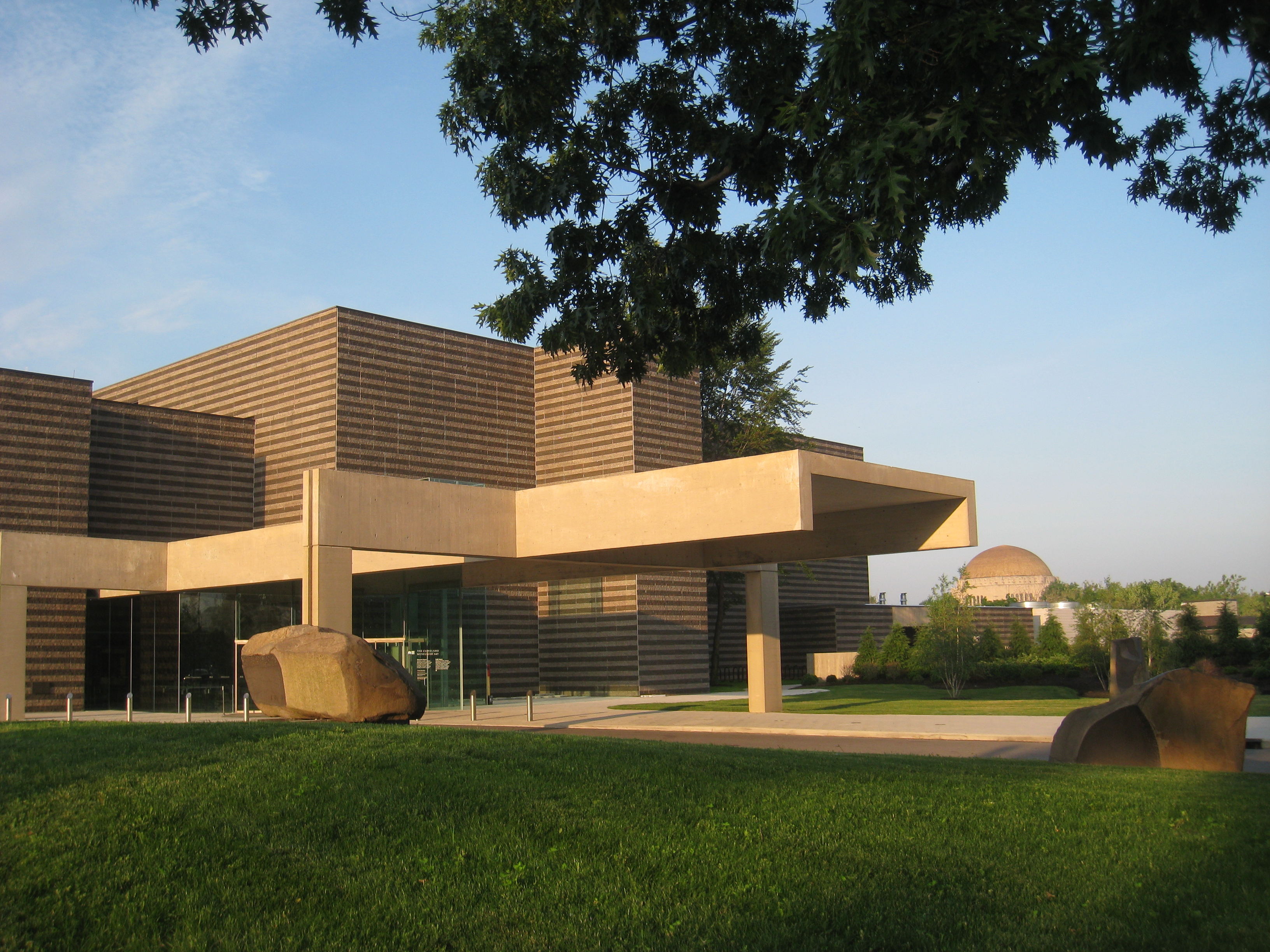
Le Cleveland Museum of Art où les Ateliers de Braque sont exposés en 1949.

L'oiseau dont la présence apporte une dimension nouvelle à six des huit Ateliers a fait son apparition dans Atelier IV, 1949, huile sur toile (130 × 195 cm), collection particulière, toutes ailes déployées, il occupe un tiers de l'espace. Un des plus souvent reproduits est Atelier I, 1949, huile sur toile (92 × 73 cm), collection particulière. Il présente un tableau dans le tableau et une grande cruche blanche « en trou de serrure. » Atelier VIII est le plus frontal et plus haut en couleur de la série (132,1 × 196,9 cm), Fundación Masaveu, Oviedo.
L'ordre de datation des Ateliers, finalement conservé pour la dernière rétrospective 2013, est celui établi par Nicole Worms de Romilly dans son Catalogue raisonné de l'œuvre de Braque (éditions Maeght, sept volumes, parus de 1959 à 1982). Les Ateliers sont présents dès janvier 1949 à la rétrospective organisée au Museum of Modern Art de New York et au Cleveland Museum of Art exposition dont Jean Cassou a rédigé le catalogue.
En 1955, le peintre et critique anglais Patrick Heron envoie à Braque son livre, The Changing Forms of Art, qui décrit en particulier les Ateliers et les Billards, comme des jeux de surfaces planes desquelles naissent l'espace, combinées de lignes droites, diagonales, partiellement enfouies, jouant de la géométrie cubiste. Braque lui répond : « Je me suis fait traduire quelques passages de votre livre sur la peinture que j'ai lu avec intérêt. Vous ouvrez les yeux à ceux que la critique ordinaire égare. »
Paulhan note que Braque est un des très rares peintres à n'avoir pas fait son autoportrait, et il s'étonne que l'on en sache si peu sur l'homme qui a reçu à l'unanimité la légion d'honneur en tant qu'officier puis commandeur en 1951. « Il accepte la gloire avec calme […]. C'est maigre, je le vois bien, toutes ces anecdotes. Oui, mais c'est aussi qu'en Braque, l'homme anecdotique est assez mince. L'homme est ailleurs. »
Braque était bel homme, il a été photographié par Robert Doisneau à Varengeville, dans diverses situations : à la campagne, dans son atelier aussi. Le peintre a également été portraituré par Man Ray qui l'a photographié souvent, de 1922 à 1925, et dessiné par son ami Giacometti ainsi que par Henri Laurens, alors qu'il avait encore la tête bandée en 1915. Il a également inspiré les photographes Mariette Lachaud, dont une exposition de quarante photographies s'est tenue à Varengeville en août 2013, et Denise Colomb, Brassaï. Braque était aussi un athlète, féru de sport et de boxe anglaise. En 1912, il appréciait sa réputation de boxeur et en 1997, le critique d'art anglais John Russell, dans The New York Times, rappelle sa maîtrise de la boxe anglaise.
Mais le peintre était plus préoccupé par sa peinture que par son image. « Je serais embarrassé de décider si Braque est l'artiste le plus inventif ou le plus divers de notre temps. Mais si le grand peintre est celui qui donne de la peinture l'idée la plus aiguë à la fois et la plus nourricière, alors, c'est Braque sans hésiter que je prends pour patron. »

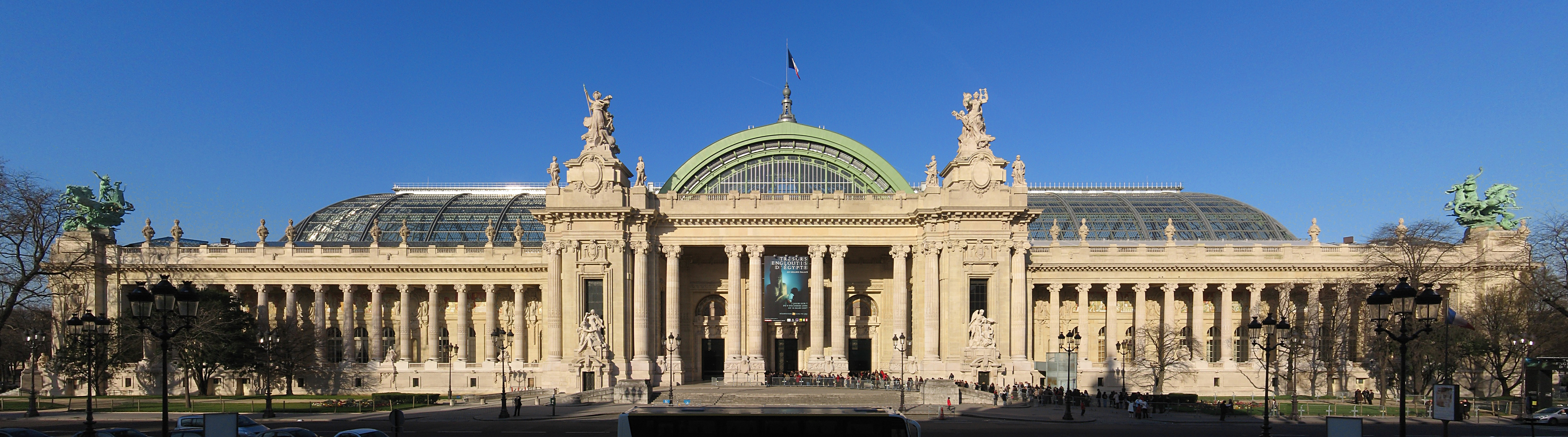
Le Grand Palais où s'est tenue la rétrospective Braque jusqu'au 6 janvier 2014. L'exposition a eu lieu dans les galeries situées sur la droite du bâtiment.

### Les dernières années

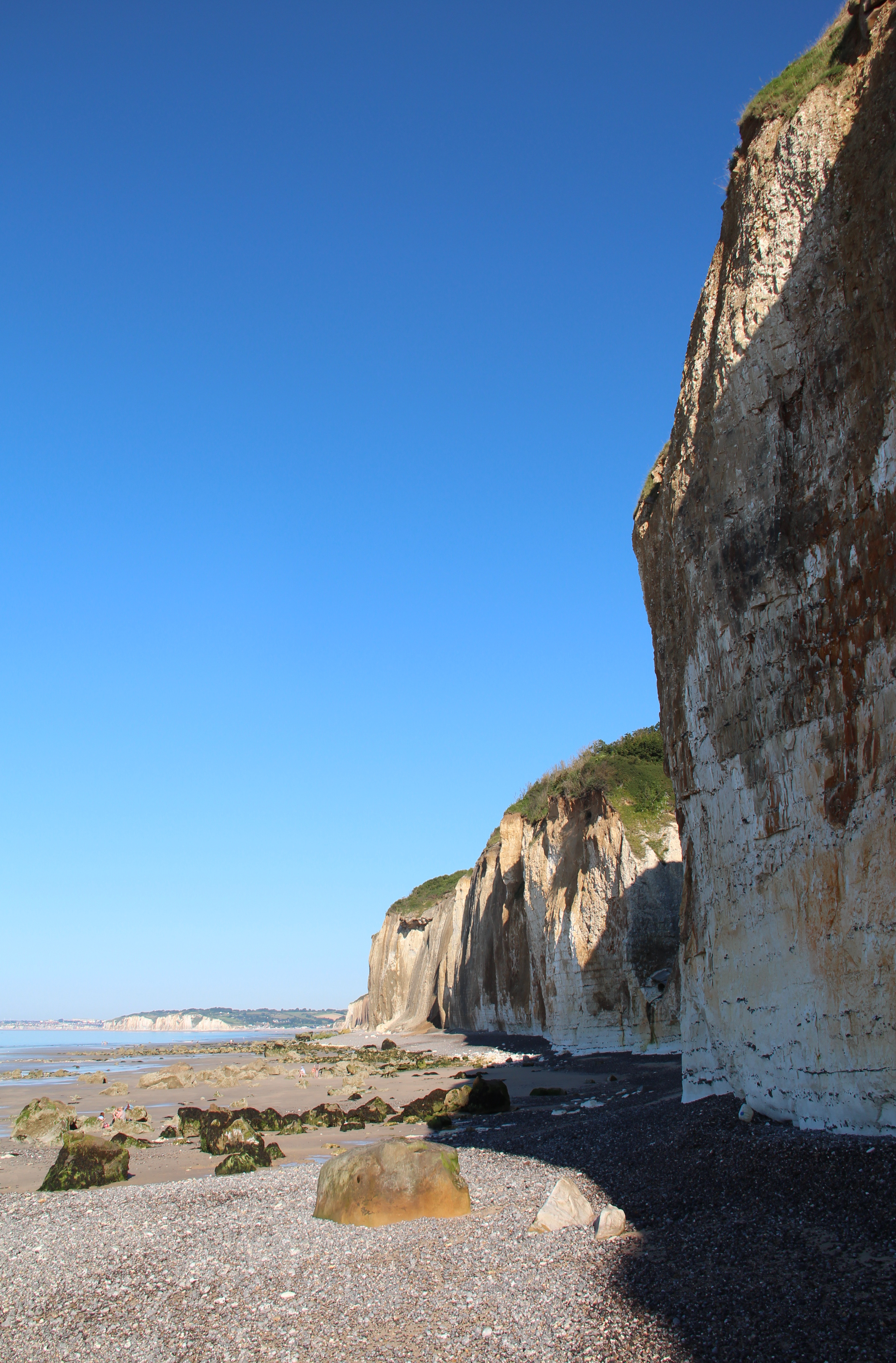
Falaises de Varengeville sur la plage de Vasterival.

Georges Salles, directeur des musées de France, passe commande en 1952 à Georges Braque d'une décoration pour le plafond de la salle Henry-II du musée du Louvre, qui date de 1938 et qui va être rénové. Le sujet choisi par le peintre : Les Oiseaux convient bien à la salle, et même ceux qui étaient réticents pour mélanger art moderne et art ancien sont finalement séduits. En 1953, la décoration du plafond est inaugurée. L'artiste a réussi à transposer sur le plan monumental un thème intimiste qui lui était cher. Il a résolu le problème posé par le vaste support en utilisant de larges aplats de couleur qui donnent à l'ensemble force et simplicité. Dépité de n'avoir pas été choisi pour ce projet, Picasso prétend que Braque a copié ses colombes.
Braque produit beaucoup, mais de sa retraite de Varengeville-sur-mer, il sort très peu. Il a renoncé à la Provence. Ce sont les jeunes peintres qui viennent lui rendre visite, notamment Jean Bazaine. Mais surtout Nicolas de Staël qu'il encourage avec vigueur et dont le suicide, en 1955, va beaucoup l'affecter. Nicolas de Staël avait pour Braque une admiration telle qu'il avait écrit au critique d'art et collectionneur américain, David Cooper : « Je vous serai toujours infiniment reconnaissant d'avoir su créer ce climat où la rhétorique de Braque reçoit la lumière d'autant mieux qu'il en refusa le grand éclat, où ses tableaux en un instant d'éclair font tout naturellement le chemin de Sophocle au ton confidentiel de Baudelaire, sans insister, et en gardant la grande voix. C'est unique. » Outre cette amitié qui les lie, Staël et Braque ont quelque chose en commun dans leur démarche de peintre à cette époque-là.
Duncan Phillips, qui s'est « entiché » de Braque possède aussi dans The Phillips Collection, beaucoup d'œuvres de Staël. Le retour inattendu au paysage à tendance figurative, que Braque a opéré entre les Ateliers et Les Oiseaux, est d'une certaine manière redevable à l'échange avec Staël. Ces paysages des dernières années (1957-1963), qui fascinent son ami le plus proche, Alberto Giacometti, sont en majorité de petits formats de forme allongée : Marine, 1956 (26 × 65 cm), collection privée), Le Champ de colza, 1956 (30 × 65 cm), avec une référence évidente à Vincent van Gogh qu'il admirait. Staël a également créé des tableaux en référence à van Gogh : l'envol des Mouettes est aussi un hommage au Champ de blé aux corbeaux de Vincent van Gogh, auquel à son tour Braque rend hommage, vers 1957, avec Oiseaux dans les blés, huile sur toile (24 × 41 cm ), dans un style qui se rapproche de celui de Staël. Paysage, 1959 (21 × 73 cm), mais avec aussi de plus grands formats comme La Charrue, 1960 (84 × 195 cm) et La Sarcleuse (1961) à laquelle le peintre travaillait chaque été depuis 1930 est la dernière toile de Braque. Elle est aujourd'hui au Musée d'Art Moderne de Paris au Centre Pompidou. Elle était encore posée sur le chevalet de son atelier à Varengeville le 31 août 1963 à sa mort. La campagne qu'elle présente est celle du pays de Caux, entre le Havre et Dieppe, qui est austère et se termine en falaises abruptes sur la mer. La toile paraît comme un écho à la dernière toile de Vincent van Gogh, Champ de blé aux corbeaux (1890). « La sérénité échappait à van Gogh, désespérément. Braque s'est efforcé de l'atteindre et il y est parvenu en effet. »

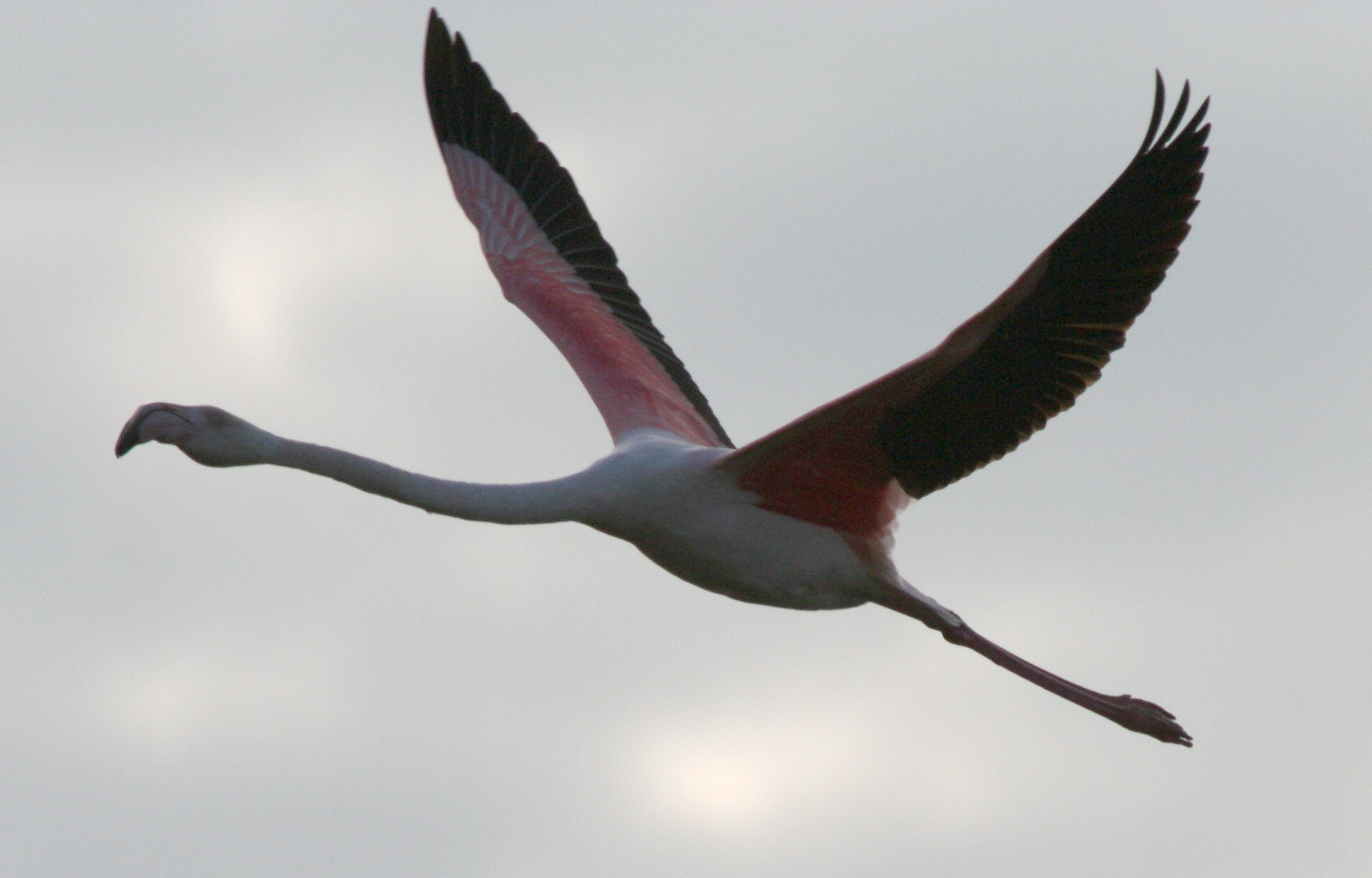
Flamant rose en vol.

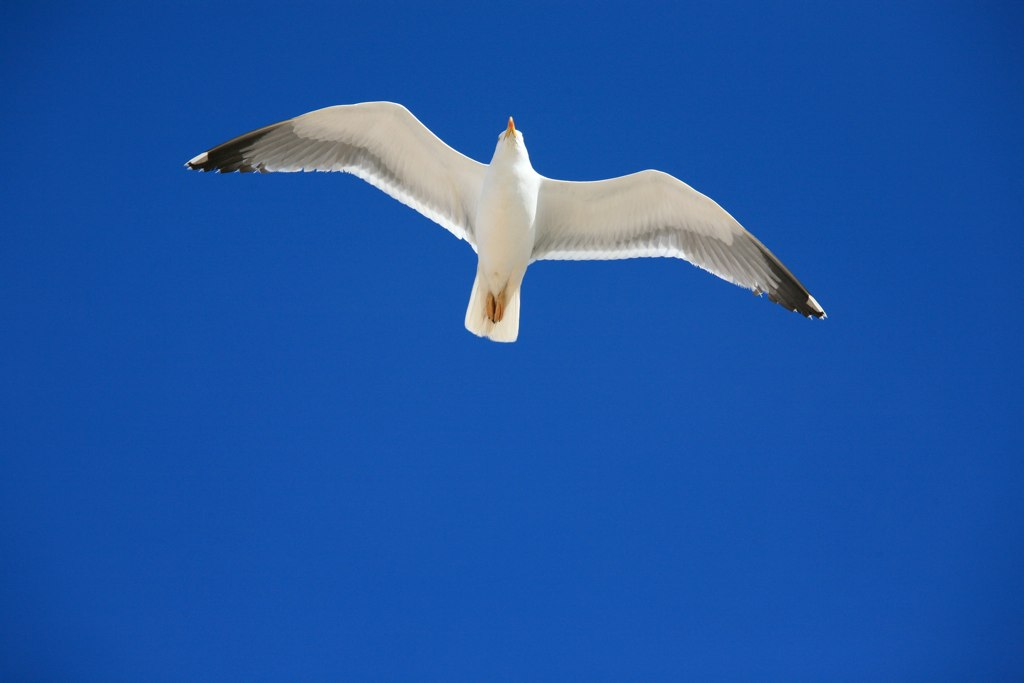
Vol d'oiseau À tire d'aile.

À partir de 1953, Braque multiplie les références à l'envol, aux oiseaux. On en trouve dans l’Atelier IX (1952-1956), avec de grandes ailes qui viennent çà et là perturber l'espace. Pendant ces années-là, les oiseaux envahissent son œuvre. Mais il faut attendre Atelier VIII (1952-1955) pour que l'oiseau en vol ait gagné sa blancheur. L'Oiseau et son nid, 1955-1956 (130,5 × 173,5 cm), Centre Pompidou, Paris, est découpé abstraitement sur fond brun. Il marque une étape importante dans l'œuvre de Braque en cela qu'il annonce l'oiseau profilé de À tire d'aile, 1956-1961 (114 × 170,5 cm), Centre Pompidou, Paris), l'apothéose du travail du peintre sur les oiseaux. L'artiste est allé observer une réserve d'oiseaux en Camargue, il a admiré le vol des flamants roses : « […] j'ai vu passer de grands oiseaux. De cette vision, j'ai tiré des formes aériennes. Les oiseaux m'ont inspiré […]. Le concept même, après le choc de l'inspiration, les a fait se lever dans mon esprit, ce concept doit s'effacer pour me rapprocher de ce qui me préoccupe : la construction du fait pictural. » Le peintre stylise, puis travaille les formes en aplats en les simplifiant à l'extrême.
Les Oiseaux noirs (1956-1957, ou 1960 selon les sources (129 × 181 cm), collection Adrien Maeght, sont représentatifs du « concept oiseau » abouti, ainsi que À tire d'aile, 1956-1961 (129 × 181 cm), Centre Pompidou, Paris. Dans le tableau Les Oiseaux, 1960 (134 × 167,5 cm), le concept est réduit à des signes presque abstraits jouant avec la lumière. Braque tient beaucoup à ses oiseaux, il a conservé jusqu'à sa mort L'Oiseau et son nid, huile et sable sur toile (130,5 × 173,5 cm), Centre Georges Pompidou. « L'Oiseau et son nid, qu'il a gardé jusqu'à sa mort, on ne saurait trouver de meilleur autoportrait de Braque. »

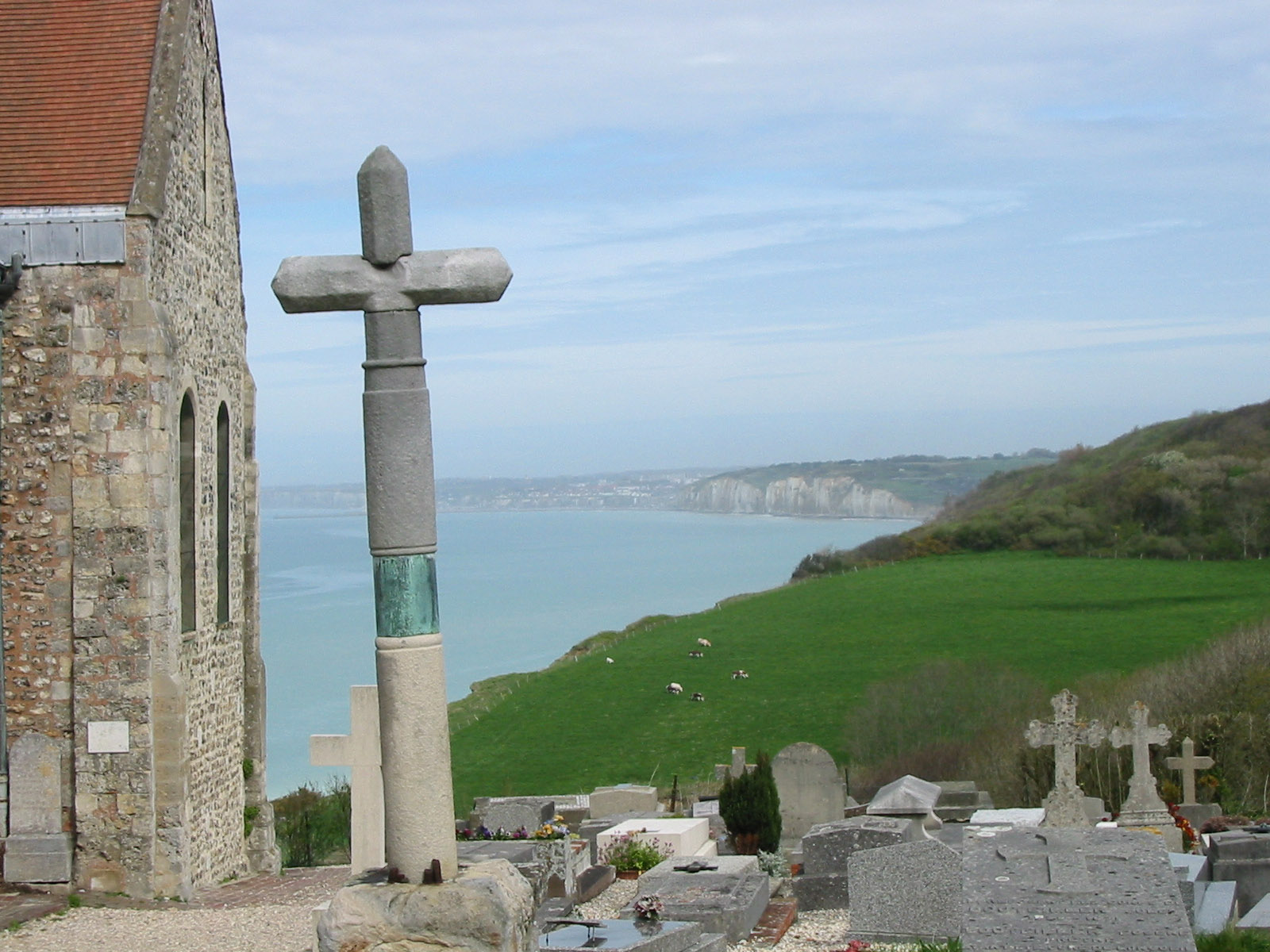
Cimetière marin de Varengeville-sur-Mer où se trouve la tombe de Georges Braque décorée d'un oiseau.

L'œuvre de Braque, dans les années 1950 et 1960, fait l'objet de nombreuses expositions tant en France qu'à l'étranger à Tokyo au Musée national en 1952, à la Kunsthalle de Berne et à la Kunsthaus de Zurich en 1953. Mais tandis qu'on organise au Festival international d'Édimbourg, en 1956, une gigantesque exposition de ses œuvres, puis à la Tate Gallery de Londres, il reste dans son atelier à Paris et il ne le quitte que pour aller à Varengeville. Il se contente d'envoyer ses toiles de plus en plus « ailées ». L'exposition d'Édimbourg est pourtant répartie dans vingt-trois salles, elle comporte quatre-vingt-neuf toiles qui ont attiré un très vaste public. Braque est fait docteur honoris causa de l'Université d'Oxford.
L'année suivante, ce sont ses sculptures qui s'envolent pour le musée de Cincinnati ; puis plus tard à Rome, où on l'expose fin 1958-début 1959, il reçoit le Prix Antonio Feltrinelli décerné par l'Académie des beaux-arts. De 1959 à 1963, Braque, qui avait en 1950 avec Jean Signovert réalisé les gravures du Milarépa pour les éditions Maeght, travaille aussi à des livres d'artiste : avec Pierre Reverdy, La Liberté des mers, avec Frank Elgar, La Résurrection de l'oiseau (1959), avec Apollinaire, Si je mourais là-bas, avec Saint-John Perse, L'Ordre des oiseaux (1962), avec René Char, Lettera Amorosa (1963).

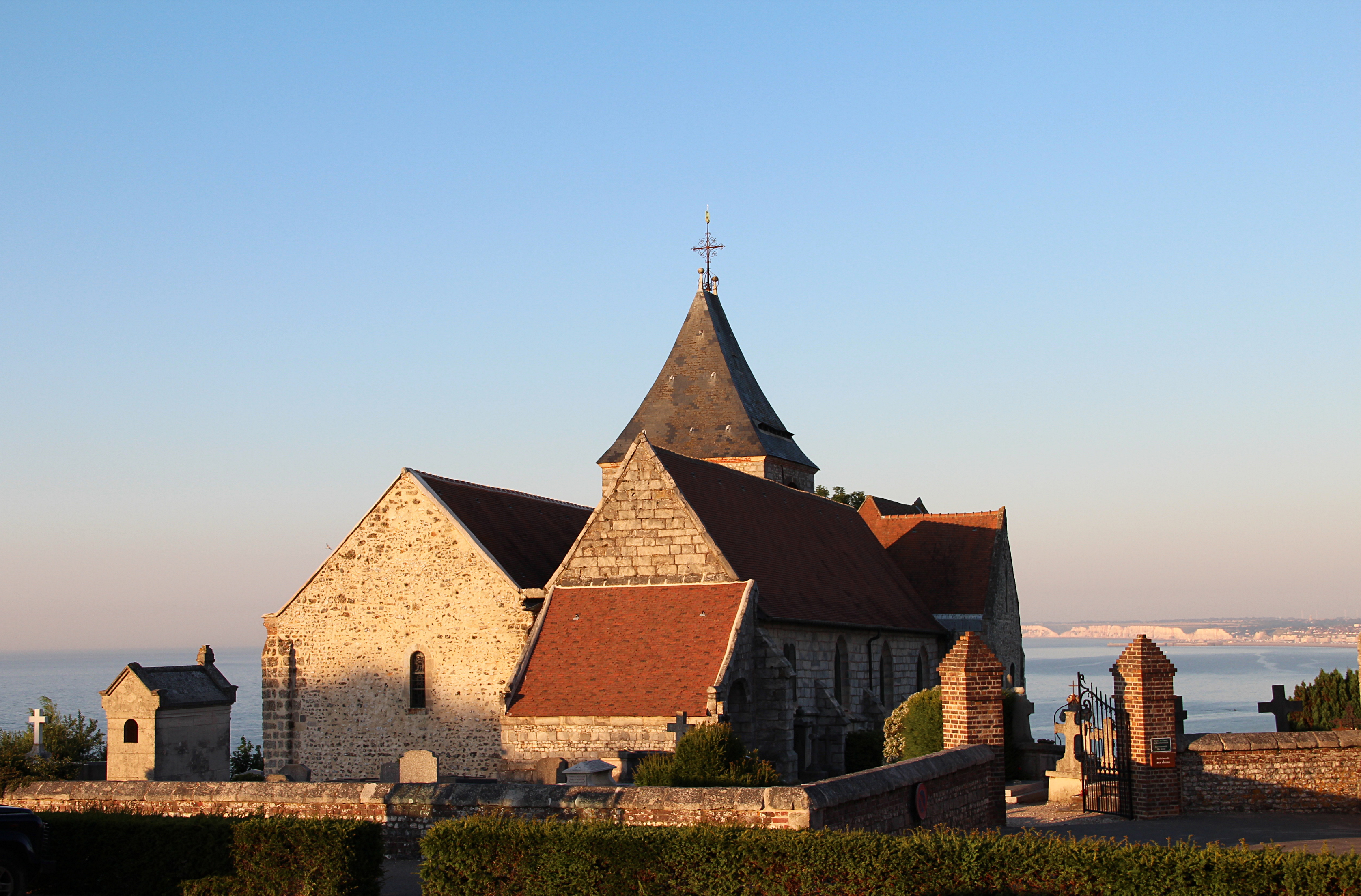
Église paroissiale Saint-Valéry de Varengeville-sur-Mer où se trouve le vitrail réalisé par Braque.

Braque est un des peintres marquants dans l'histoire de la peinture. Il a influencé de nouvelles générations d'artistes. Après l'exposition de 1946 à la Tate Gallery de Londres, jugée « mal montée » par Patrick Heron, « Des artistes en manque ont commencé, dans toute l'Angleterre, et à l'insu de critiques arrogants, à peindre des natures mortes au hareng. » Parmi les peintres sous l'influence de Braque, Alex Danchev cite Ben Nicholson, John Piper ou Bryan Winter, et les Américains William Congdon et Ellsworth Kelly. Françoise Gilot était entourée des œuvres de Braque et, à la Juilliard School de New York, on donnait un cours d'histoire de l'art intitulé « Bach To Braque and Beyond » (« De Bach à Braque et au-delà »).
Georges Braque a également créé des vitraux : sept pour la chapelle Saint-Dominique et le vitrail représentant un arbre de Jessé à l'église paroissiale Saint-Valéry de Varengeville-sur-Mer en 1954, ainsi que la sculpture de la porte du tabernacle de l'église d'Assy en 1948. La dernière exposition de son vivant en France a lieu au Musée des arts décoratifs de Paris et présente ses bijoux du 22 mars au 14 mai 1963. Ils sont reproduits sur de nombreux sites : ici ou là. Cette même année à Munich, une grande rétrospective présente l'ensemble de son œuvre du 12 juin au 6 octobre.
Georges Braque meurt le 31 août 1963 en son domicile, rue du Douanier (rue Georges-Braque depuis 1976) dans le 14e arrondissement de Paris. Alberto Giacometti, qui est venu dessiner son portrait funéraire, écrit : « Ce soir tout l'œuvre de Braque redevient pour moi actuel […]. De tout cette œuvre, je regarde avec le plus d'intérêt, de curiosité et d'émotion les petits paysages, les natures mortes, les modestes bouquets des dernières années, des toutes dernières années. » Des funérailles nationales ont lieu pour l'artiste le 3 septembre. André Malraux prononce son éloge funèbre devant la Colonnade du Louvre.
Georges Braque est enterré le lendemain au cimetière marin de Varengeville-sur-Mer, après une messe célébrée dans l'église de Varengeville-sur-Mer durant laquelle son corps a reposé sur un vitrail qu'il avait conçu. Son épouse, Marcelle Lapré, née le 29 juillet 1879 à Paris, avait trois ans de plus que le peintre. Elle est morte deux ans après lui mais, auparavant, « en 1965, peu de temps avant sa disparition, et conformément au souhait de son mari, madame Braque a effectué une donation de […] quatorze peintures et cinq sculptures que le peintre ne voulait pas voir sortir de France ». Elle est enterrée aux côtés de son époux dans le cimetière marin de Varengeville.

## Postérité
Automobiles

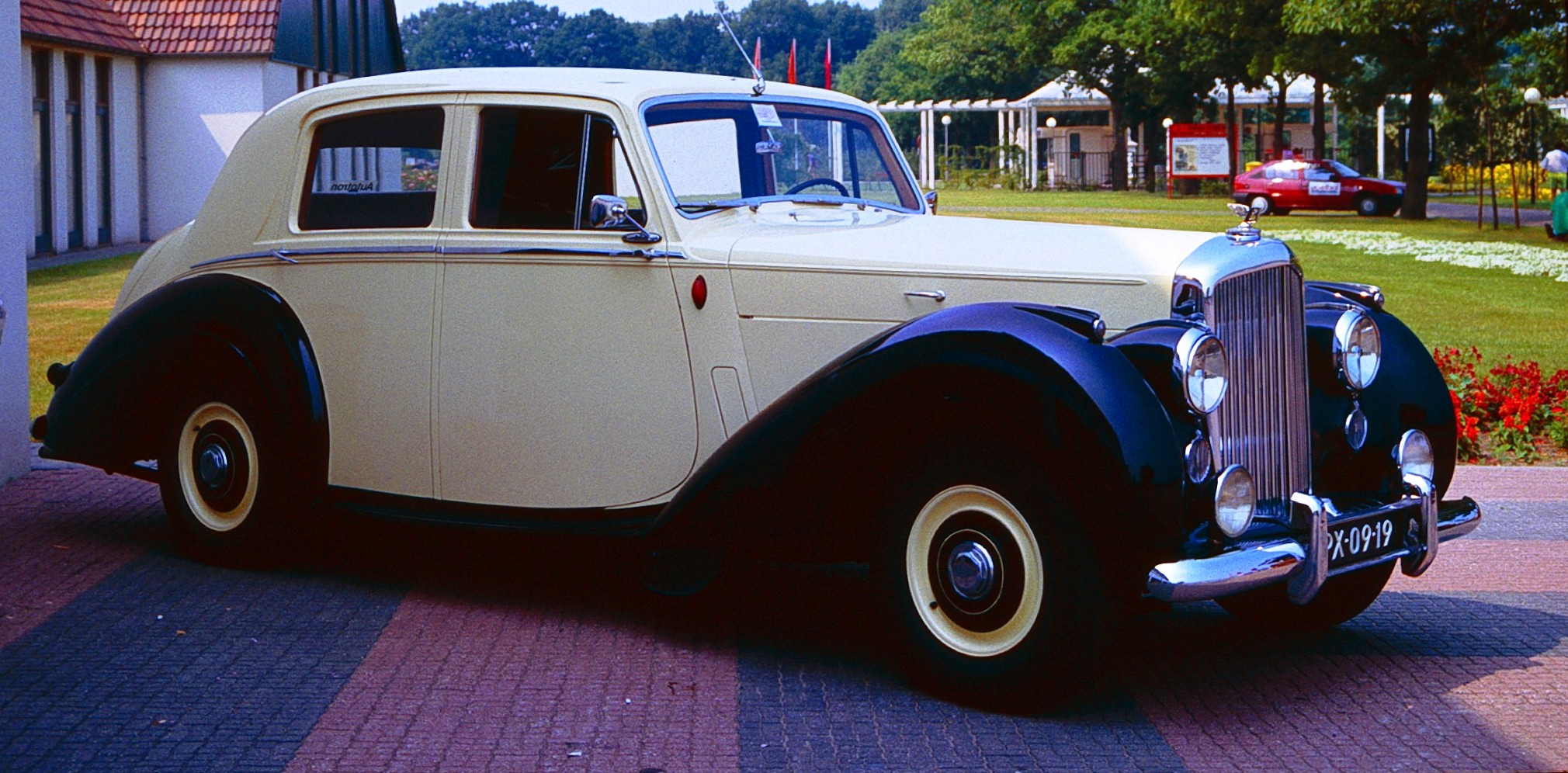
Bentley R Type similaire à celle de Braque, qui avait une passion pour les belles voitures.

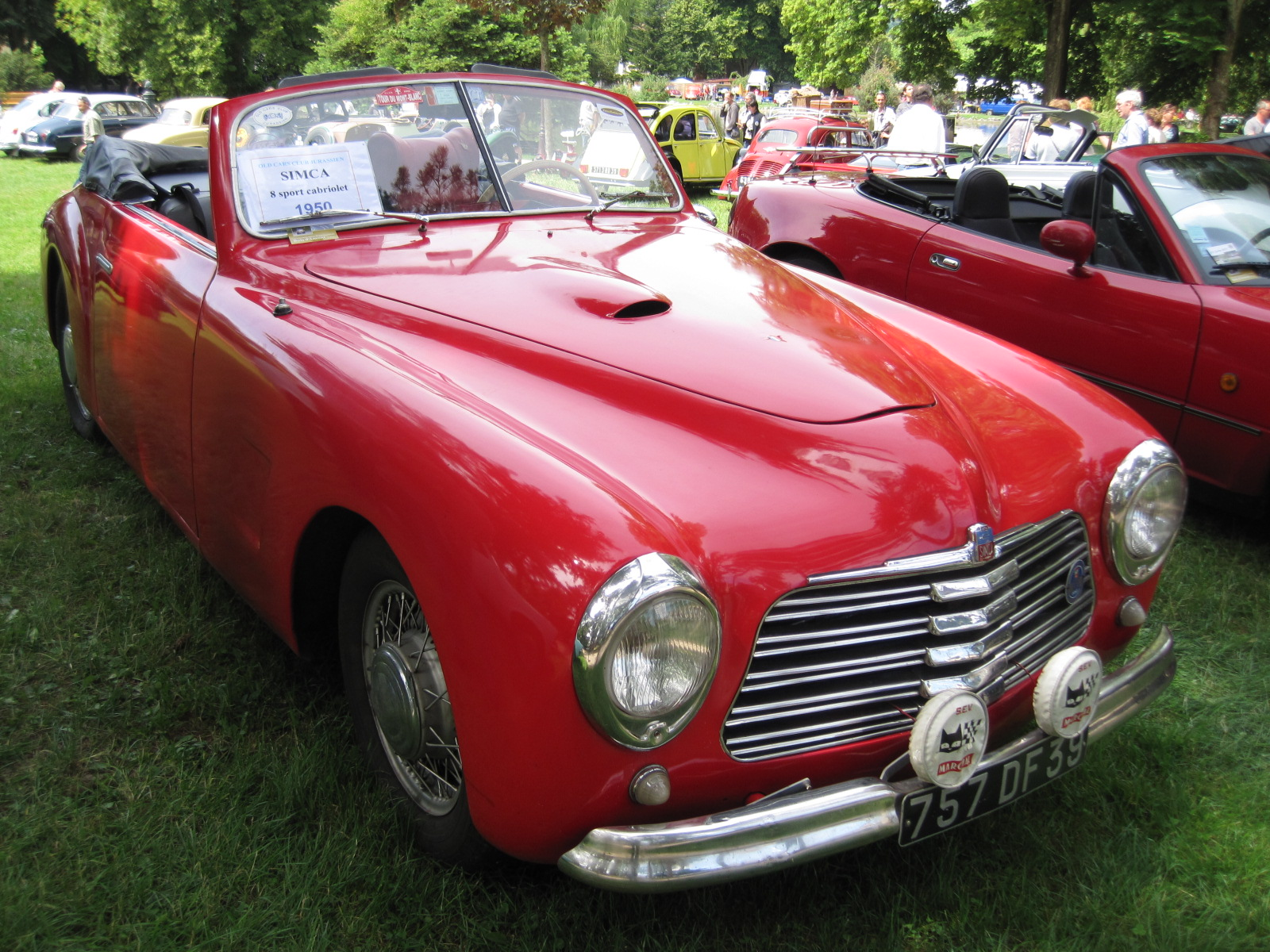
Simca 8 Sport similaire à celle du peintre.

- Georges Braque aimait les automobiles raffinées. Alex Danchev mentionne la Rolls-Royce[w] que lui avait offert le fils de Aimé Maeght, Adrien Maeght[D 22]. Adrien possédait un musée de l'automobile aujourd'hui fermé. La veuve du peintre lui avait légué la Simca 8 Sport de Georges, objet de collection, qui se trouve maintenant en Corse[83]. À Varengeville, Braque a laissé le souvenir de la Bentley grise avec chauffeur, qu'il possédait[84]. La Bentley grise devient vert bouteille dans l'article du New York Times du 17 juin 1982, qui déplore déjà le peu de place laissé un artiste qui a changé le cours de l'histoire de l'art[85].

Philatélie
- Un timbre postal de 50 centimes polychrome représentant le tableau Le Messager a été émis le 10 novembre 1961 avec une oblitération Premier jour à Paris[86]. Il porte le no YT 1319[87].
- Un timbre postal polychrome d'une valeur faciale de 1,56 € représente le tableau Pélias et Nélée de Georges Braque. Le timbre a été émis à 1,7 million d'exemplaires le 21 septembre 2009 avec une oblitération Premier jour à Paris le 19 septembre 2009 ; il a été retiré de la vente le 26 novembre 2010. Le timbre est inséré dans un carnet de cinq appartenant à la série de la Croix-Rouge française sur le thème des 150 ans de la bataille de Solférino. Il porte le no 4388 et a été réalisé en offset[88].
- Un timbre postal de 1,55 euro polychrome, représentant le tableau Le Guéridon (Musician's Table, 1913) a été émis le 27 septembre 2013 avec une oblitération Premier jour à Paris.

Cote
- Atelier VIII, vendu chez Christie's à New York le 11 mai 2005 pour 7 000 000 $.
- La Terrasse, vendu le 16 juin 2006 à la galerie Kornfeld à Berne pour 3 904 000 euros.
- Hermès, sculpture no 5/8, vendu chez Millon et Associés, à Paris, Drouot Richelieu, le 19 novembre 2006 pour 553 481 euros, prix indiqué sur le catalogue Drouot.

Cristallerie
- La série des Métamorphoses de Georges Braque[x] a servi de base à des réalisations de la Cristallerie Daum dans les années 2000. Une exposition a eu lieu à l'Hôtel de ville de Nancy du 13 juin au 19 octobre 2007[89]. Une autre exposition a réuni à Carmaux les pièces exécutées à partir des œuvres de Georges Braque et de Salvador Dalí de mai à octobre 2010[90]. En 2007, le magazine Connaissance des arts édite un hors-série consacré à la collection Georges Braque de la cristallerie Daum, Daum la collection Georges Braque.

Odonymie
- La rue Georges-Braque à Paris porte son nom.
- L'avenue Georges-Braque à Marseille porte son nom.
- L'allée Georges-Braque à Fresnes (Val de Marne), au sein de la résidence La Peupleraie.

Mode
- Les Métamorphoses ont inspiré la Haute couture, en particulier Les Oiseaux. En 1988, Yves Saint Laurent a présenté sa « collection Braque » avec des robes « ailées », dont on peut voir un exemplaire sur une photographie de Jean-Marie Périer où le couturier apparaît avec Carla Bruni[91] portant une robe blanche à ailes d'oiseaux[92]. Carla Bruni était l'un des deux mannequins qui ont présenté la collection Braque. L'autre était le premier mannequin noire : Katoucha Niane[93].

## Œuvres

### Période post-impressionniste
Beaucoup de tableaux de la période post-impressionniste ont été détruits par l'artiste lui-même, après l'été 1904 passé près de Pont-Aven, à l'exception du portrait Fillette bretonne. Le plus ancien exposé à ce jour[Quand ?] est Le Parc Monceau (1900), le Parc Monceau sur le site du musée Georges-Braque de Saint-Dié-des-Vosges.

### Période fauve (1905-1907)
L'artiste a été entraîné dans le système fauve par son admiration pour le « chef des fauves » de l'époque, Henri Matisse — qui ne la lui rendait guère —, mais surtout par son amitié pour Othon Friesz, André Derain, Raoul Dufy qui le poussent à l'action. Finalement, il expose pour la première fois sept tableaux fauves au Salon des indépendants de 1906, qui n'ont aucun succès et qu'il détruit. Très productif, Braque entame une période florissante : ses œuvres ont été achetées par beaucoup de musées par la suite. Ce sont en majorité des paysages comme Mât dans le port d'Anvers, 1906, huile sur toile (46,5 × 38,4 cm), centre Georges-Pompidou, Bateau à quai, Le Havre, 1905 (54 × 65 cm), Museum of Modern Art, New York, Voir le tableau exposé en 2009 au Musée des beaux-arts de Bordeaux), Paysage à l’Estaque, 1906 (60,3 × 72,7 cm), Art Institute of Chicago Voir le Paysage à l'Estaque. Et aussi des nus : Femme nue assise, 1907, huile sur toile (55,5 × 46,5 cm), Musée national d'art moderne, Paris. Descriptif Femme nue assise, et Nu assis, 1907, huile sur toile (61 × 50 cm), collection Samir Traboulsi.

### Cubisme analytique (1907 à 1912)

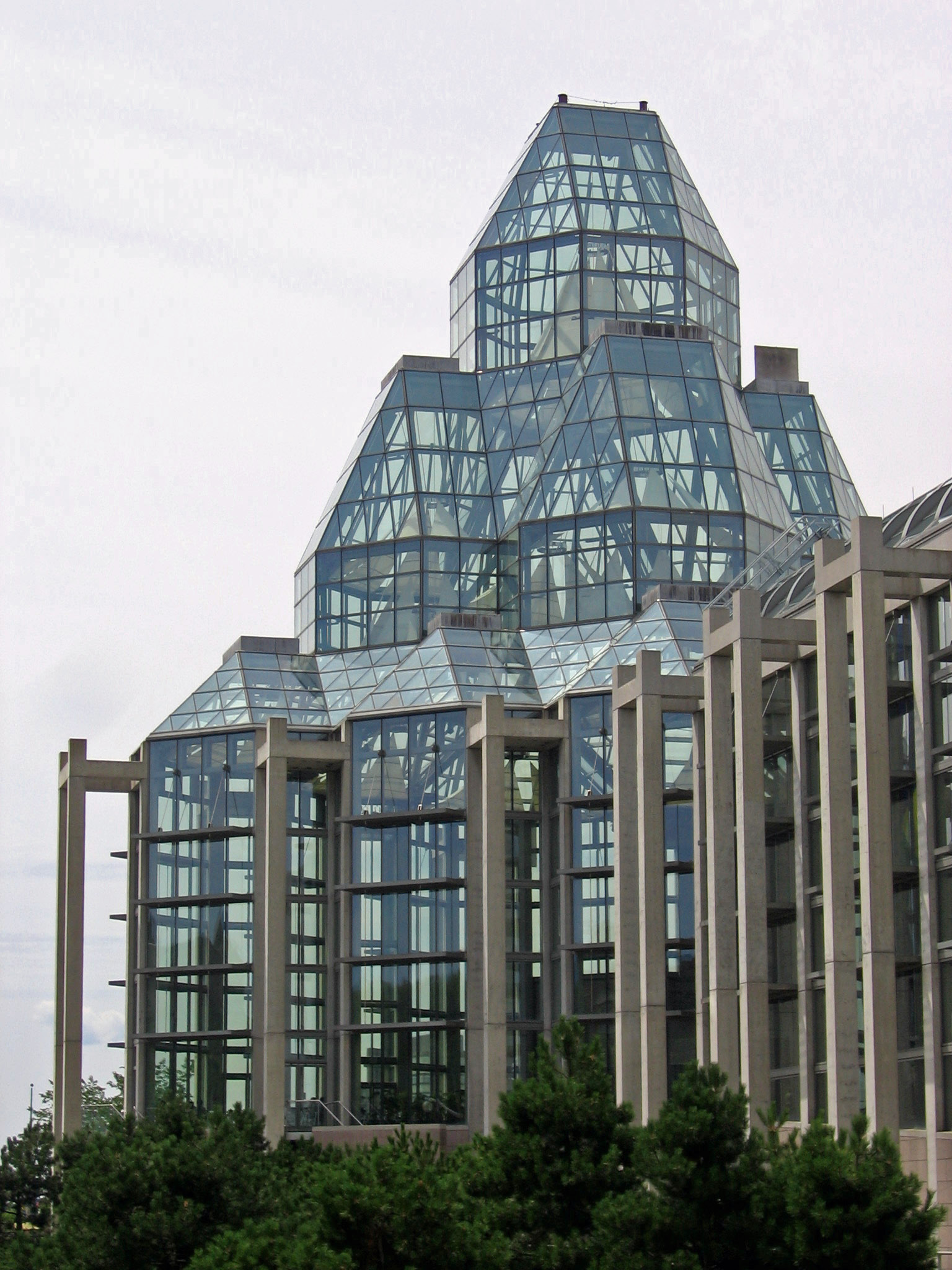
Musée des beaux-arts du Canada, Ottawa.

La période cubiste de Braque commence principalement avec des paysages, comme Le Viaduc à l'Estaque (1907) ou Route près de l'Estaque, et surtout Maisons à l'Estaque déclaré tableau cubiste par Matisse, puis Louis Vauxcelles, alors que le peintre considère Les Instruments de musique comme son premier tableau vraiment cubiste. Les débats sur le cubisme restent encore embrouillés, notamment parce que l'extrême discrétion de Braque a permis à son « compagnon de cordée » de monopoliser tous les rôles. Chacun est cependant resté le public en « avant-première » de l'autre pendant toute la cordée Braque-Picasso, de 1911 à 1912 pendant la période du cubisme analytique et celle du cubisme synthétique.
Les rapports entre les deux peintres se sont un peu gâtés au moment où Braque a réalisé ses premiers papiers collés à Sorgues : Compotier et verre, 1912, huile et sable sur toile (50 × 65 cm), collection privée, premier papier collé sous cet intitulé, suivi d'un grand nombre d'autres papiers collés qui aboutissent graduellement au cubisme synthétique.

### Cubisme synthétique (1912 à 1917-1918)
Le découpage exact entre la période analytique et la période synthétique varie selon les biographes. Certain incluent dans cette période les papiers collés à partir de Compotier et verre (1912), qui conduisent à la période de « Braque le vérificateur » où se trouvent également Compotier et cartes (1913), suivi de la prolifique série des « Machines à voir » : Le Petit Éclaireur (1913). Dans cette période, où Braque met méticuleusement sa peinture au point, se trouvent des huiles sur toile : Violon et clarinette (1913), Nature morte à la pipe (1914), L'Homme à la guitare (1914).
Le catalogue de l'exposition Georges Braque 2013 au Grand Palais réserve un chapitre à part pour les papiers collés de 1912 à 1914, du Compotier et verre (1912) à La Bouteille de rhum (1914). Puis revient sur les techniques mixtes sur toile avec Compotier et cartes (1913), ou Cartes et dé (1914). Les papiers collés pourraient être considérés comme un intermède cubiste entre « analytique » et « synthétique ».
Dans les principales œuvres de cette période, il y a Violon et pipe LE QUOTIDIEN (1913-1914), ou La Guitare : « Statue d’épouvante » (1913), mais surtout des natures mortes lorsque Braque retrouvera la vue après une longue période de cécité due à sa blessure de guerre : La Joueuse de mandoline, 1917 (92 × 65 cm), Musée de Lille métropole), La Musicienne (221,3 × 113 cm, 1917-1918, Kunstmuseum, Bâle.

### De 1919 à 1932
Tout en gardant la rigueur du cubisme, Braque s'écarte de l'abstraction avec des natures mortes dont les motifs sont posés en aplats, et dont les couleurs deviennent de plus en plus vives au fil du temps. La juxtaposition des différents plans comme dans Compotier avec grappe de raisin et verre (1919), Musée national d'art moderne, Centre Georges Pompidou, Paris est faite avec des pâtes épaisses et des lignes rigidifiées, qui donnent cette impression de mesure qui est la caractéristique de Braque. Plus les années passent, plus son retour à la couleur s'affirme de Guitare et nature morte sur la cheminée, 1921, huile sur toile (130,5 × 74,3 cm) Metropolitan Museum of Art, Guitare et nature morte sur la cheminée ou Guitare et verre, 1921, huile sur toile (43 × 73 cm), Centre national d'art et de culture Georges-Pompidou, Paris, pour éclater dans des formats de plus en plus grands tels : Guitare et bouteille de marc sur une table, 1930, huile sur toile (130,5 × 75 cm), Cleveland Museum of Art, Guitare et bouteille de marc). Ses thèmes favoris sont alors les fruits, les fleurs, les objets. Il semble tourner le dos au cubisme. Avec des natures mortes comme Le Grand Guéridon également intitulé La Table ronde, 1928-1929, huile et sable sur toile (147 × 114 cm), The Phillips Collection) ou Le Grand Guéridon (The Round Table) qui paraissent, pour les uns, une « régression », ou bien une « somptueuse avancée » pour les autres, le peintre pratique son art de manière voluptueuse, livrant pendant cette période ses œuvres les plus sensuelles.

### De 1932 à 1944

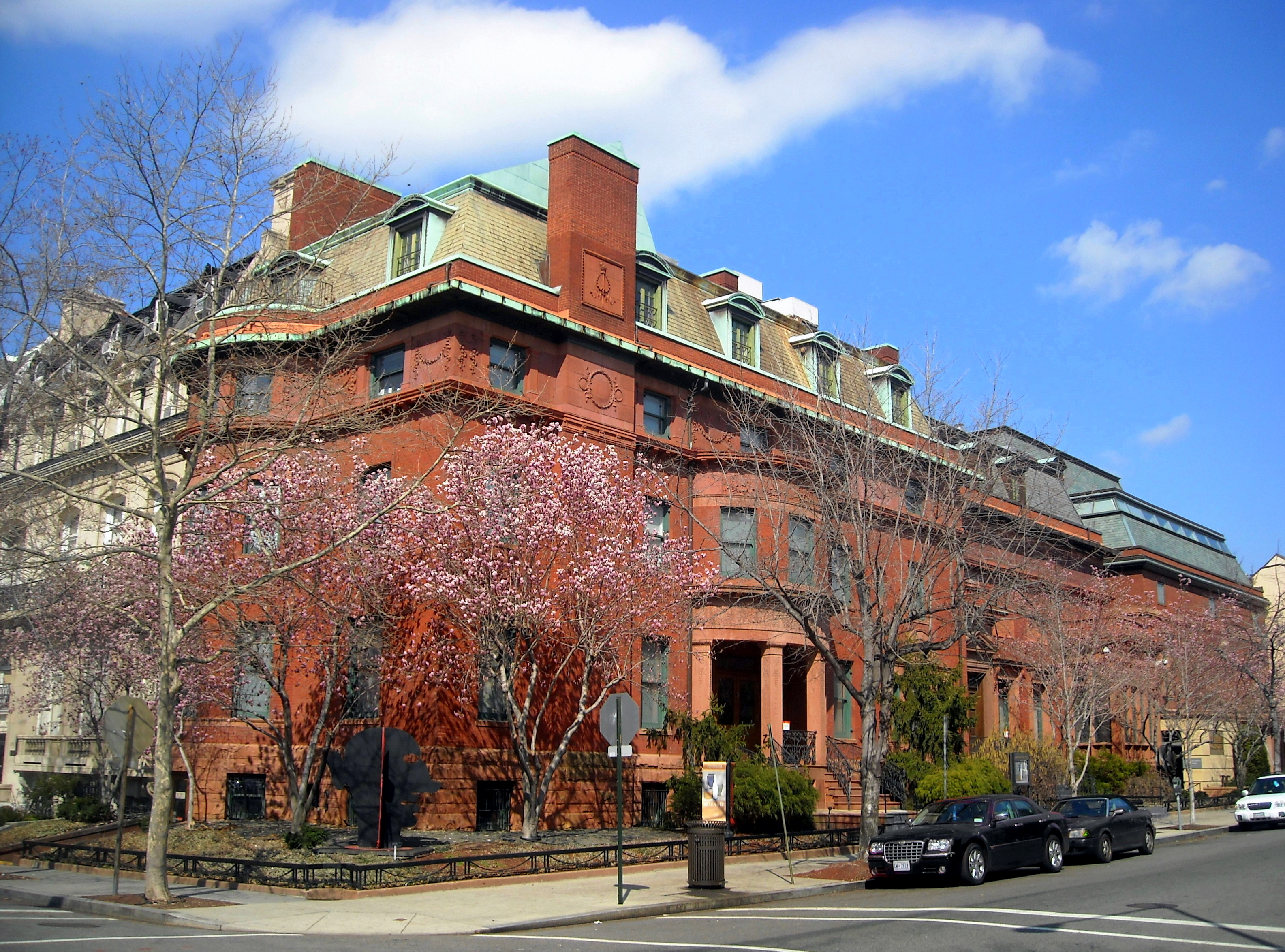
The Phillips Collection où se trouvent de nombreuses œuvres de Braque, notamment la Nature morte à la clarinette.

La dialectique des formes à la fois « naturalistes et abstraites » telles que les définissait Christian Zervos, prend une ampleur nouvelle avec des variations sur le thème du Guéridon commencé en 1928 : Le Guéridon, huile sur toile (197,7 × 74 cm), Museum of Modern Art, New York, dont Braque produit une série de 1936 à 1939, comprenant Le Grand Guéridon, intitulé également La Table ronde, huile sur toile, The Phillips Collection, qui est la toile la plus imposante de la série selon Bernard Zurcher, Le Guéridon (SFMOMA), San Francisco Museum of Modern Art, Le Guéridon rouge (commencé en 1939, révisé jusqu'en 1952, Centre Pompidou). Pendant cette période, l'artiste accumule notes, esquisses, dessins, qui donnent l'apparence trompeuse d'ébauches pour de futurs tableaux, alors qu'ils sont davantage une recherche de la part d'un peintre dans l'incertitude. L'artiste tâtonne, il cherche le fond des choses et bien que chaque page sur papier quadrillé soit d'un grand intérêt pour la compréhension de son cheminement, ils n'ont jamais été publiés. Aux angoisses de la guerre s'ajoutent l'inquiétude d'être sans nouvelles de sa maison de Varengeville et des toiles qui y sont déposées. Mais après des œuvres austères comme les Poissons ou Le Poêle (The Stove), 1942-1943, Yale University Art Gallery, Grand intérieur à la palette, 1942 (143 × 195,6 cm), Menil Collection, Houston. C'est aussi pendant cette période qu'il aborde la sculpture : Hymen, Hespéris, Le Petit Cheval, et les plâtres gravés ainsi que la céramique, avant d'arriver à la série des Billards considérée comme un des thèmes majeurs de l'artiste .

### De 1944 à 1963

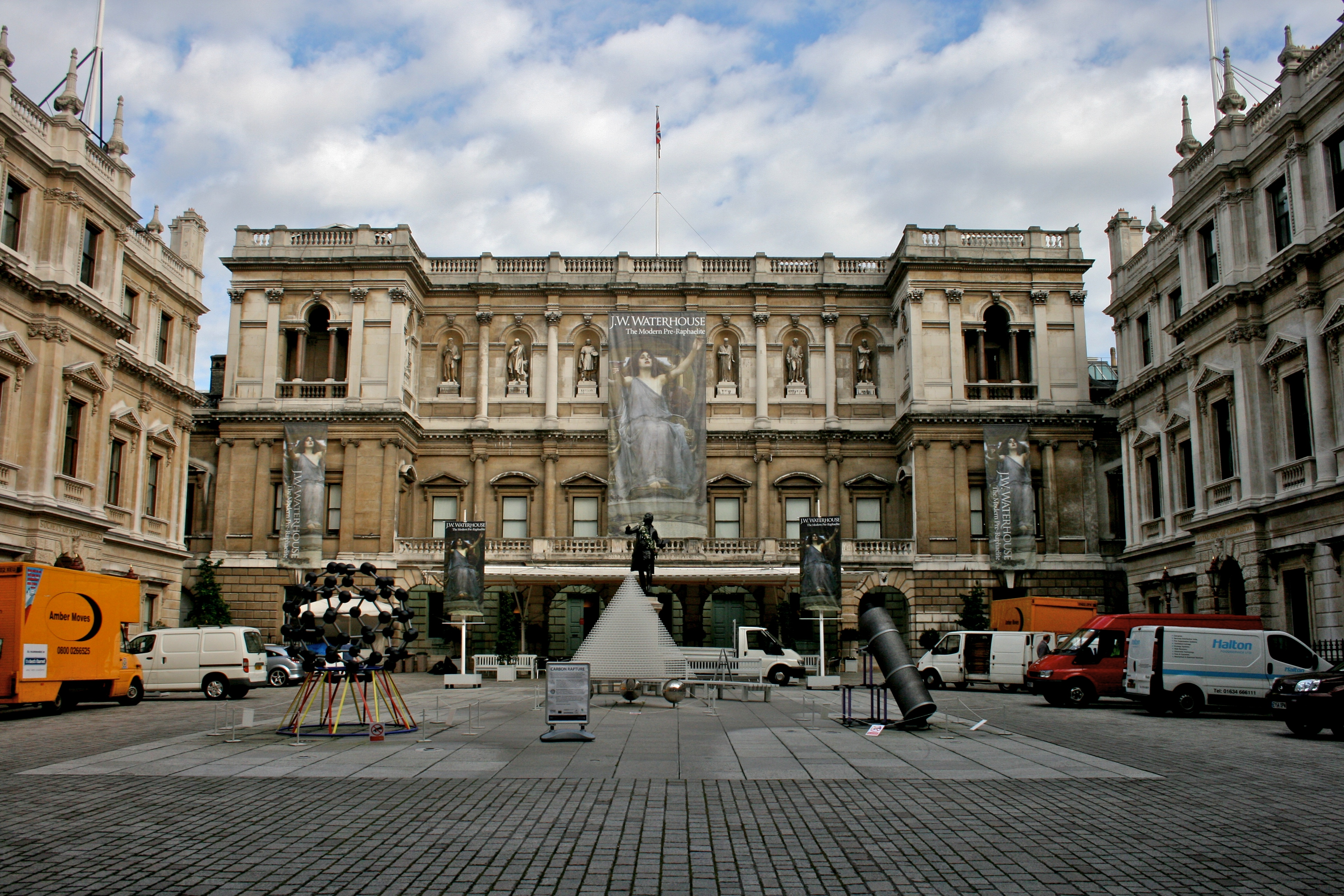
Royal Academy de Londres située dans Burlington House.

Braque était à Varengeville lorsque les troupes allemandes ont passé la Ligne Maginot. D'abord réfugié dans le Limousin chez les Lachaud, puis dans les Pyrénées, le couple est revenu à Paris où il a passé la totalité de la guerre dans l'atelier construit par Auguste Perret, rue du Douanier . En 1940, le peintre a peu produit. C'est seulement à partir de 1941 qu'il a créé deux séries imposantes, des toiles austères sur les thèmes de la cuisine et de la salle de bain : La Table de cuisine avec grill, Le Poêle, La Toilette aux carreaux verts, l'immense Grand intérieur à la palette. Mais cette austérité ne durera pas. Dès 1946, avec Tournesols, Braque laisse éclater la couleur.

Les dernières années du peintre, qui vont de la presque fin de guerre jusqu'au soir de sa mort sont les plus brillantes de sa carrière, selon John Golding . De nombreux critiques d'art anglais ont fait une ovation à sa série des Billards, puis la série des Ateliers, et aussi des paysages réalisés aux formats étirés et étroits , exposés à la Royal Academy de Londres en 1997, Braque, The Late Works. L'exposition a été ensuite présentée à la Menil Collection qui a édité le catalogue. En France, on a peu parlé de l'évènement comme en témoigne le bref article de L'Express. Les dernières années du peintre sont aussi celles de la poésie, des lithographies illustrant des livres précieux comme L'Ordre des Oiseaux (1962) de Saint-John Perse. Le thème majeur de ces dernières années est certainement celui des oiseaux dont les très grands Oiseaux noirs marquent l'apothéose. Malgré sa simplicité, apparente, et son audace, la série des oiseaux, défie toute description, tout essai d'analyse . Braque disait : 

« Définir quelque chose, c'est substituer la définition à la chose. Il n'y a qu'un chose qui vaille vraiment la peine en art, c'est ce que l'on ne peut pas expliquer. »

### Les Bijoux de Braque (1961-1963)
« En 1961, de plus en plus souffrant, et incapable de travailler longtemps à ses peintures, Braque accepte de reprendre des dessins afin qu'ils servent de modèles pour la réalisation de bijoux, en particulier de camées en onyx montés en bagues. Il en a offert une à sa femme représentant le profil d'Hécate Reproduction de Hécate en broche, Gouache et reproduction de Hécate en broche, et il en a porté une lui-même en chevalière pendant la dernière année de sa vie : La Métamorphose d'Eos, oiseau blanc représentant l'aurore. »

### Sculptures, tapisseries, plâtres gravés
La dernière œuvre des Métamorphoses, est une gouache exécutée par le peintre en 1963 (38 × 33 cm), en hommage et en signe d'amitié envers Pablo Picasso, intitulée Les Oiseaux bleus (hommage à Picasso). Cette œuvre a été exploitée après la mort du peintre. Exécutée en tapisserie (195 × 255 cm), réalisée à la main en 6 exemplaires, par la manufacture Robert Four, elle a été vendue aux enchères par la maison Millon qui mentionne bien « D'après Georges Braque ». Cette même gouache a été exécutée en sculpture en bronze à patine médaillée, bleue nuancée de noir, tirée à 8 exemplaires (58 × 255 cm), et vendue aux enchères à l'hôtel des ventes de Cannes ainsi que chez Millon, Paris.

## Principales expositions
Depuis quarante ans, Georges Braque n'avait pas eu de rétrospective en France jusqu'à celle de 2013-2014, au Grand Palais. C'est une très grande exposition qui compte environ 236 références, comprenant dessins, sculptures et photographies. La totalité de l'œuvre est difficile à réunir en un seul lieu, d'autant plus que le Grand Palais consacre encore, du 4 décembre 2013 au 6 février 2014, une rétrospective des bijoux Cartier.
Des expositions complémentaires rendent hommage à d'autres travaux de Braque, pendant cette même période 2013-2014. Les bijoux issus des gouaches créées par l'artiste, de 1961 à 1963, ont été exposées au musée Georges-Braque de Saint-Dié-des-Vosges, du 29 juin au 15 septembre 2013, les estampes et gravures de l'artiste sont actuellement exposées au Centre d'art La Malmaison de Cannes, du 4 décembre 2013 au 26 janvier 2014, le château-Musée de Dieppe consacre une exposition aux estampes de Braque du 25 novembre 2013 au 5 janvier 2014.
C'est à partir de la double exposition Braque, the Late Years, 1997, Londres et Houston, que l'historien d'art anglais John Golding a établi un catalogue raisonné des œuvres de Braque. Ses travaux n'ont pas été repris dans les catalogues raisonnés édités par Maeght qui s'arrêtent en 1957, à la grande indignation d'Alex Danchev.
En 2008, une rétrospective de 80 œuvres de Braque a eu lieu à Vienne, à la Bank Austria Kunstforum, centre d'art situé dans un ancien bâtiment de la Bank Austria qui en est le mécène principal.
- 2022
  - L'oeuvre gravé de Braque, La Banque, musée des Cultures et du Paysage, Hyères, en partenariat avec la Fondation Maeght, du 4 juin au 25 septembre 2022[114].
- 2021-2022
  - Georges Braque. Erfinder des Kubismus, Kunstsammlung Nordrhein-Westfalen, Düsseldorf, du 15 septembre 2021 au 23 janvier 2022.
- 2014
  -  Georges Braque (1882-1963), Menil Collection et Musée des beaux-arts de Houston Houston, Texas du 16 février au 11 mai.
- 2013
  - Georges Braque (1882-1963), Grand Palais, Galeries nationales, Paris, 18 septembre 2013-6 janvier 2014.
  - Georges Braque et les natures mortes cubistes, 1928-1945 du 8 juin au 1er septembre, The Phillips Collection, Washington.
  - Georges Braque, l'artisan, musée Georges-Braque de Saint-Dié, Saint-Dié-des-Vosges, 29 juin au 15 septembre.
- 2012
  - Exposition dans le musée d'art de la cité interdite Pékin Chine, du 9 septembre au 12 octobre.
  - Galerie de l'Université des Arts de Nankin galerie de l'Université des Arts de Nankin du 20 novembre au 20 décembre[115]
- 2008-2009
  - Georges Braque, Vienne, du 14 novembre 2008 au 1er mars 2009, Centre d'art de la Banque Austria, musée d'art moderne installé dans un ancien bâtiment de la banque.
- 2007
  - Les Métamorphoses de Braque, mairie de Saint-Nom-La-Bretèche, du 13 janvier au 4 février.
  - Daum, la collection Georges Braque, œuvres de cristalleries exécutées d'après les Métamorphoses de l'artiste. Le magazine Connaissance des arts publie un hors-série consacré à cette exposition le 3 septembre : Daum, la collection Georges Braque.
- 2006
  - Georges Braque et le paysage de l'Estaque à Varengeville 1906-1963, musée Cantini de Marseille.
  - Braque-Laurens, un dialogue, Musée des beaux-arts de Lyon.
  - Braque, la poétique de l'objet, Centre des rencontres économiques et culturelles de Dinan.
  - Les Métamorphoses de Braque au Château de Vascœuil (août-septembre), l'exposition présente bijoux, tapisseries, sculptures et pièces de haute couture de Yves Saint-Laurent exposition de Vascœuil, les trois expositions 2006 sont présentées dans le quotidien L'Humanité[116].
- 1999
  - Georges Braque, l'espace, Musée d'art moderne André-Malraux, Le Havre.
- 1997
  - Georges Braque, the Late Works, Menil Collection, Houston, Texas.
  - Georges Braque, the Late Works, Royal Academy Londres, À cette occasion, la presse anglaise ne tarit pas d'éloge sur l'élégance de Braque sur sa méticulosité et son art de la lenteur[117].
- 1994
  - Georges Braque : rétrospective, Fondation Maeght, Saint-Paul-de-Vence, 5 juillet-15 octobre.
- 1992
  - Georges Braque, Fondation Gianadda, Martigny, Suisse, 13 juin au 8 novembre.
- 1988
  - Georges Braque Solomon R. Guggenheim museum, New York.
- 1983
  - Georges Braque, the late paintings, Fine Arts Museums of San Francisco.
  - Georges Braque, the late paintings, Walker Art Center, Minneapolis, 14 avril au 14 juin.
  - Georges Braque, the late paintings, California Palace of the Legion of Honor, 1er janvier-15 mars.
  - Georges Braque, the late paintings, Museum of fine arts Houston
- 1982
  - Georges Braque, the late paintings, The Phillips Collection, Washington 9 octobre-12 décembre.
  - Georges Braque, les papiers collés, Grande galerie - Centre national d'art et de culture Georges-Pompidou, Paris, 17 juin-27 septembre.
- 1974
  - Georges Braque, Orangerie des Tuileries, 16 octobre 1973-14 janvier 1974.
- 1972
  - Georges Braque, the great years, Art Institute of Chicago, Chicago.
- 1963
  - Les Bijoux de Braque, Musée des Arts décoratifs, Palais du Louvre, mars-mai.
- 1962
  - Hommage to Georges Braque The Contemporary art center, Cincinnati.
  - Hommage to Georges Braque The Walker Art Center, Minneapolis.
- 1958
  - Georges Braque, œuvres récentes Galerie Aimé Maeght.
- 1956
  - Georges Braque, sculptures et lithographies, Musée Boijmans Van Beuningen, Rotterdam, décembre.
- 1949
  - Georges Braque, les ateliers, Cleveland Museum of Art.
- 1946
  - Georges Braque Tate Gallery, Londres (1946-1947).

## Dans la culture populaire

### Cinéma
- 2012 : La banda Picasso, joué par Stanley Weber.

### Télévision
- 1993 : Les Aventures du jeune Indiana Jones, joué par Éric Viellard.

### Documentaire
- 1950 : Georges Braque, d'André Bureau[118].
- 1974 : Georges Braque ou le Temps différent, de Frédéric Rossif, scénario et dialogues de Frédéric Rossif et Jean Lescure, commenté par Suzanne Flon et Pierre Vaneck, présenté dans la sélection officielle hors compétition au Festival de Cannes en 1975[119].